# Legioen van Eer
De Nationale orde van het Legioen van Eer (Frans: "Ordre national de la Légion d'honneur") is de hoogste en belangrijkste Franse nationale onderscheiding.
De Franse staat heeft de orden ingedeeld in de twee nationale orden, diverse orden en de overgebleven ministeriële orden. De zuiverheid en exclusiviteit van het Legioen van Eer wordt nauwkeurig bewaakt door de kanselier van de orde.
De President van Frankrijk is Grootmeester van de orde. Bij deze waardigheid hoort een zware gouden ordeketen. Deze keten werd tot voor kort door de opeenvolgende presidenten gedragen. Tegenwoordig is dat niet meer zo, de keten wordt tijdens de installatie van een president op een kussen getoond. 

## Verhouding met de Nationale Orde van Verdienste
Naast het Legioen van Eer is er de eind 1963 ingestelde Nationale Orde van Verdienste. Deze Nationale Orde van Verdienste wordt verleend voor "belangrijke verdiensten" (Frans: "mérites distingués"), terwijl het Legioen van Eer de "eminente verdiensten" beloont. De Nationale Orde van Verdienste is minder in aanzien dan het Legioen van Eer.
Om beide orden exclusief te houden worden driejaarlijkse quota vastgesteld. De aantallen benoemingen zijn afhankelijk van de omvang van de Franse bevolking en het aantal leden van de twee orden. Men moet veertig jaar oud zijn. Er kunnen niet meer dan 75 grootkruisen zijn. Tussen een benoeming en een bevordering moet een bepaalde periode verlopen en iedere Fransman (met uitzondering van de president van de republiek en de eerste minister) moet ridder zijn voordat hij, wegens "nieuwe eminente verdiensten voor Frankrijk", voor bevordering tot officier in aanmerking komt. Om tot commandeur bevorderd te worden moet weer een periode met opnieuw wegens "nieuwe eminente verdiensten voor Frankrijk" verlopen. De wet maakt een uitzondering voor stervende personen die hun benoeming anders niet zouden meemaken, nominaties wegens moed en benoemingen van buitenlanders.
Ook steden, onder meer Luxemburg en Luik, militaire regimenten, scholen, en bedrijven, waaronder de Franse spoorwegmaatschappij SNCF, hebben de orde gekregen.

## Regels
Voor de benoemingen gelden strenge regels. Parlementsleden en rechters kunnen het Legioen van Eer tijdens hun ambtsperiode niet ontvangen. Rechters kunnen daarom bij hun afscheid worden gedecoreerd met een hogere graad dan normaal is toegestaan. Zij hebben immers de tussentijdse bevorderingen gemist. Uiteraard kan een parlementslid wel worden gedecoreerd voor moed wanneer hij in een oorlog vecht. Ministers mogen hun accountants niet voordragen.
Buitenlanders worden geen lid van het Legioen van Eer maar ze worden wel onderscheiden met het Legioen van Eer.
In 2010 mochten er 75 grootkruisen, 250 grootofficieren, 1250 commandeurs, 10.000 officieren en 113.425 ridders zijn. In werkelijkheid waren er 67 grootkruisen, 314 grootofficieren, 3009 commandeurs, 17.032 officieren en 74.384 ridders in het Legioen van Eer. De hoge aantallen werkelijk benoemde leden in de verschillende rangen is deels te verklaren uit het benoemen van veteranen.
De benoemingen komen op drie wijzen tot stand, de ministers hebben ieder een quotum voor voordrachten. Dat geldt ook voor de president van de republiek. Al deze voordrachten worden door de kanselier van het Legioen van Eer beoordeeld. In 2008 vond een bestuurlijke vernieuwing plaats. Een voordracht in de vorm van een burgerinitiatief dat door vijftig inwoners van het departement waarin de voorgedragene woont werd ondertekend wordt ook in behandeling genomen.
Bij een ongebruikelijke loopbaan, bijvoorbeeld een loopbaan waarin veel tijd in functies werd doorgebracht waarin men om formele redenen niet kon worden gedecoreerd, dat geldt voor de zittende magistratuur en de parlementariërs, kan men direct tot officier, commandeur of grootofficier in het Legioen van Eer worden benoemd. Dat laatste overkwam Simone Veil in januari 2009. Winnaars van gouden medailles bij de Olympische Spelen mogen op een benoeming tot ridder in het Legioen van Eer rekenen.
De jaarlijkse eresoldij was in de dagen van Napoleon I aanzienlijk. In 2012 ging het om kleine bedragen. Ridders ontvangen €6,10 per jaar, officieren €9,15, commandeurs €12,20, grootofficieren €24,39 en grootkruisen €36,59.
Het Legioen van Eer heeft altijd een sterk militair karakter gehad. In vredestijd wordt de helft van de quota aan de strijdkrachten toebedeeld. Brandweerlieden, politiepersoneel, priesters en predikanten, hogere ambtenaren en volksvertegenwoordigers worden ook vaak gedecoreerd.
Voor de Franse premier gelden bijzondere regelingen. Hij of zij wordt drie maanden na de ambtsaanvaarding gedecoreerd met het commandeurskruis van de Nationale Orde van Verdienste. Een decreet van 21 november 2008 stelt vast dat een premier van Frankrijk na twee jaar in dat ambt rechtens grootofficier in het Legioen van Eer is.
De keizerlijke decreten van 1808 en 1810 regelden erfelijke adeldom voor de derde generatie dragers van het Legioen van Eer. Deze decreten zijn door Lodewijk XVIII ingetrokken. Een ordonnance royale van 8 oktober 1814 van Lodewijk XVIII over de erfelijke adeldom voor de derde opeenvolgende generatie in de rang van ridder is nooit ingetrokken. Anderzijds kent de Franse Republiek geen adel terwijl het instituut in de Franse maatschappij nog wel bestaat. Ook in de 21e eeuw zijn er Fransen die hun recht op adeldom, of ten minste op een op adeldom wijzende naam met het predicaat "de" laten gelden. Het gaat om 846 families waaronder de familie De Gaulle.

## Geschiedenis
In februari 1802 liet eerste consul Napoleon op zijn buitenplaats Malmaison het idee van een nieuwe onderscheiding voor het eerst vallen in een gesprek met Monge. De eerste consul verwees naar de vele, met ridderorden versierde, diplomaten op de ontvangsten in zijn residentie, de Tuilerieën. De in de strijd toch zo succesvolle Fransen staken daarbij kaal af en Napoleon betreurde de opheffing van de Orde van de Heilige Lodewijk. Hij merkte op dat "de Fransen van gelijkheid en van onderscheidingen evenveel houden". De versierselen zouden "of men het wil of niet respect afdwingen". Al snel na dit gesprek werd Pierre-Louis Roederer opgedragen een "Projet de l'institution de la Légion d'honneur" te formuleren.
Het erelegioen werd op 29 floréal van het jaar X (19 mei 1802) als nationaal instituut en organisatie ingesteld door Napoleon Bonaparte, eerste consul van Frankrijk. Het legioen was niet bedoeld als ridderorde, waar Napoleon een afkeer van had. De Franse ridderorden van de monarchie waren in de Franse Revolutie allemaal afgeschaft. Voor een min of meer democratische en seculiere Franse ridderorde in de vorm van een orde van verdienste was het nog te vroeg. De eerdere orden waren pas in 1793 afgeschaft en in Napoleons regering bekleedden oude revolutionairen nog altijd sleutelposities. Het erelegioen kreeg de vorm van een naar een Romeins legioen gevormde eenheid waarin de graden commandoposten waren. Aan de functies was een "eresoldij" verbonden die bij de hoogste graden bijzonder hoog was. Al snel kreeg het erelegioen wel alle kenmerken van een ridderorde van het Franse keizerrijk. De orde is door zijn democratische karakter het voorbeeld geweest voor de napoleontische orden zoals die in heel Europa door de Bonapartes werden gesticht.
Iedere staat heeft behoefte aan tastbare eerbewijzen, en de erewapens die de Franse revolutionaire regeringen hadden uitgereikt voldeden niet. Over het kleine kruisje van het Legioen van Eer sprak de eerste consul Napoleon Bonaparte de woorden "Ik weet dat dit speelgoed is, maar voor dergelijk speelgoed wagen mannen hun leven". Naarmate de meer egalitaire idealen van de grote Franse Revolutie meer op de achtergrond raakten werden materiële beloningen en eretekens belangrijker.
De naam Legion d'honneur werd ontleend aan een Romeins instituut, het Legio honoratorum conscripta, want Napoleon was verzot op verwijzingen naar de oudheid. Ook de adelaars en de zestien cohorten waren door de Romeinen geïnspireerd. In de Franse regering waren nog veel kampioenen van de in 1789 bevochten gelijkheid en broederschap vertegenwoordigd. Hun kritiek op het instellen van een onderscheiding weerlegde de eerste consul met woorden "Ik daag u uit om me een republiek te laten zien, oud of nieuw, waarin men geen onderscheid maakt tussen de mensen. U noemt dit speeltjes, welnu het is met dergelijke speeltjes dat men mannen leidt".
In de Franse Raad van State werd het voorstel om een Legioen van Eer in te stellen op 14 floréal van het jaar X (4 mei 1802) besproken. Dat ging, zoals gebruikelijk in een open discussie. Eerste consul Bonaparte benadrukte dat ook een moderne republiek eerbewijzen nodig had en dat het Legioen van Eer geen herstel van een van de oude instituten van de Franse monarchie was. Het wetsvoorstel werd goedgekeurd met 14 stemmen voor en 10 stemmen tegen.
Het wetsvoorstel werd op 17 mei in het Tribunaat besproken. Daar benoemde men Napoleons jongere broer Lucien Bonaparte tot rapporteur. Op zijn voordracht werd het voorstel met 56 stemmen voor en 38 stemmen tegen aangenomen. De tegenstanders vreesden de ondermijning van het gelijkheidsprincipe van de Franse Revolutie en de invoering van een nieuwe aristocratie.
In de eerste voorstellen was nog geen sprake van een draagbaar ereteken.
Lucien Bonaparte, Pierre-Louis Roederer, Auguste-Louis-Frederic de Marmont Viesse en Mathieu Dumas verdedigden het wetsvoorstel in het Corps législatif. Dat nam het wetsvoorstel op 19 mei 1802 aan. De wet werd op 9 prairial van het jaar X (29 mei 1802) door de eerste consul ondertekend en gezegeld. De wet op het Legioen van Eer werd in het staatsblad, de "Moniteur" gepubliceerd.
De eerste benoemingen werden in september 1803 gepubliceerd. De eerste consul benoemde legionnairs, officieren, commandanten en grootofficieren. De versierselen werden in een decreet op 22 Messidor jaar XII (11 juli 1804) goedgekeurd.
Het Legioen van Eer was verdeeld in 16 cohorten. Ieder cohort telde 350 legionairs, 30 officieren, 20 commandeurs en 7 grootofficieren. Aan het hoofd van het Legioen van Eer stond de "Grote Raad van het Legioen van Eer". De eerste consul was uiteraard voorzitter van de Grote Raad. Er was ook een kapittel dat de financiën van de orde regelde. Fransen konden zonder onderscheid naar rang, stand en religie in het Legioen van Eer worden opgenomen.
De versierselen moeten op die dag al gereed geweest zijn want vier dagen later werden de eerste kleinoden in de kapel van het Hôtel des Invalides uitgereikt. Napoleon had een grandioze ceremonie laten organiseren waarin hij, zittend op een troon op een met een blauw tapijt met ingeweven gouden bijen bedekte verhoging van zes treden, onder een rood baldakijn een aantal verdienstelijke officieren decoreerde.
Het rode lint van het Legioen van Eer herinnert aan de koninklijke militaire onderscheidingen; de Orde van de Heilige Lodewijk en het voor protestantse officieren bestemde Militair Instituut. De vijf armen van de versierselen waren een duidelijke breuk met het christelijke verleden en de kruisen van de gewoonlijk naar heiligen genoemde orden van het ancien régime.
De rangen van de leden van het Legioen van Eer kwamen niet overeen met de gewoonlijke graden van een ridderorde. Het erelegioen kende légionnaires, officiers, commandants die leiding gaven aan een regionaal "cohort". Aan de top van de hiërarchie stonden de grandes aigles en de Grote Raad. Zoals zo vaak was Napoleon I niet erg consequent bij het scheppen van zijn quasi-historische instituten en ceremonieel. De versierselen leken op die van orden en een Grand Aigle droeg lint, ster en kleinood als van een grootkruis in een traditionele ridderorde.
In een decreet van 10 pluviôse van het jaar XIII (30 januari 1805) werd een nieuwe hoogste graad van het Legioen van Eer ingesteld. Het besluit sprak van een "Grande Décoration" of "Grote Decoratie". De dragers mochten zich "Grand Aigle de la Légion d'honneur" noemen. Op 19 juli 1814 wijzigde Lodewijk XVIII de naam in "grand cordon" of Grootlint. Op 26 maart 1816 wijzigde Lodewijk XVIII de graden in een ordonnance in Chevalier, Officier, Commandeur, Grand Officier en Grand-Croix.
De ere-soldij was tijdens het Empire, met name voor de hoogste graden, zeer royaal.
- 5000 francs per jaar voor een grootofficier,
- 2000 francs per jaar voor een commandant,
- 1000 francs per jaar voor een officier,
- 250 francs per jaar voor een legionair.

De overgrote meerderheid van de benoemingen betrof mannen. Maar er is nooit een bepaling geweest dat een vrouw niet in het Legioen van Eer kon worden opgenomen. Napoleon I heeft zelf ten minste driemaal een vrouw die zich voor de verzorging van zijn soldaten verdienstelijk had gemaakt in het Legioen van Eer opgenomen. Zijn twee keizerinnen en zijn zusters droegen het rode lint van het erelegioen niet. In 1851 werd Marie Angélique Duchemin veuve Brûlon geridderd. Ook de vrouwen gebruiken de mannelijke aanduiding van hun rang.
- Eerste vrouwelijke officier: Rosa Bonheur in 1894.
- Eerste vrouwelijke commandeur: Anna de Noailles in 1931.
- Eerste vrouwelijke grootofficier: Colette in 1953
- Eerste vrouwelijke grootkruis: Geneviève de Gaulle-Anthonioz in 1998.

In 2011 werd Hélène Carrère d'Encausse als tiende grootkruis benoemd. Het aandeel van de dames in de benoemingen stijgt snel.
Het is in Frankrijk niet ongebruikelijk dat een dame dezelfde versierselen draagt als een heer. In andere landen worden de versierselen van dames aan een smaller grootlint of aan een strik gedragen.

### Het Legioen van Eer in het Keizerrijk

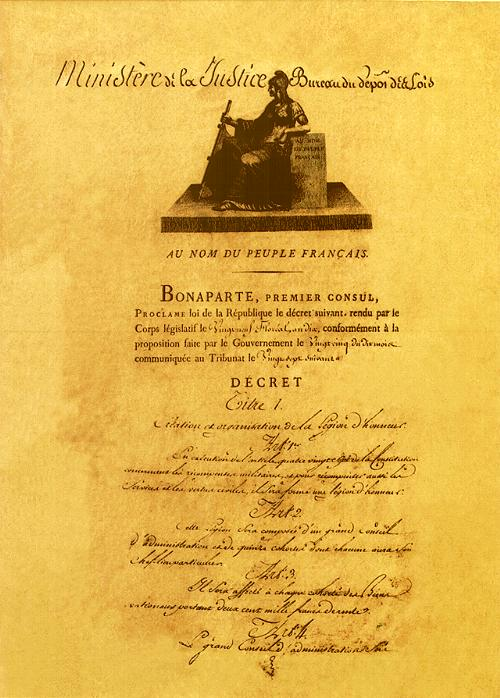
Instellingsdecreet

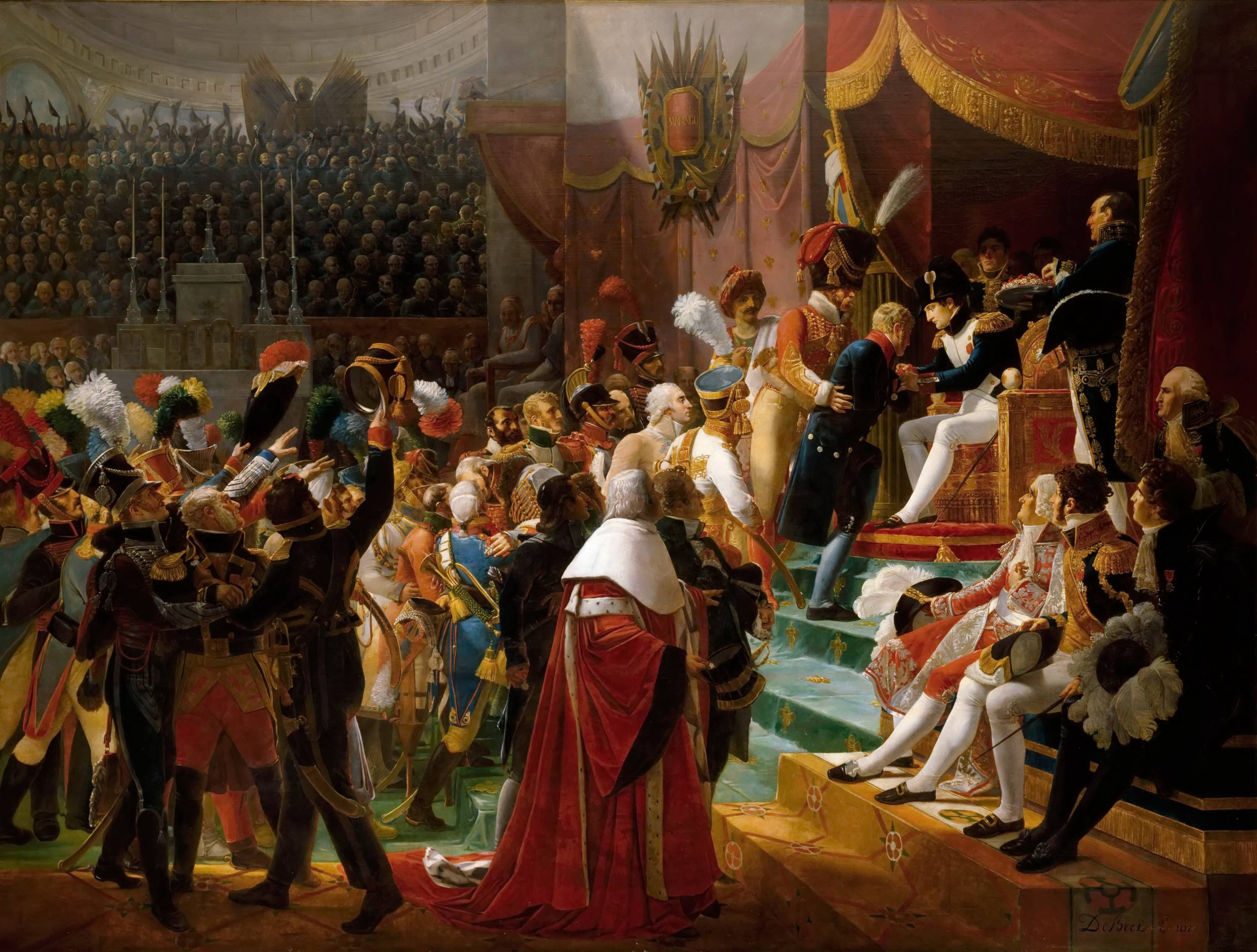
Uitreiking van de eerste kruisen in het Hôtel des Invalides

Wapen van het Eerste Keizerrijk met de keten van de Grootmeester van het Legioen van Eer

Napoleon I werd op 2 december 1804 ingehuldigd als keizer van de Franse Republiek. Hij droeg tijdens deze plechtigheid een met diamanten versierde keten van het Legioen van Eer. Als keizer was Napoleon de grootmeester van het Legioen van Eer. Ook in zijn gevolg waren op de dag van de kroning overal de rode linten, de sterren en de geborduurde zilveren chatons te zien.
De zware gouden keten die de keizer bij zijn kroning heeft gedragen was het werk van de juwelier Martin-Guillaume Biennais. De keten bestond uit zestien massief gouden adelaars met opengeslagen vleugels afgewisseld met opengewerkte gouden medaillons met de nummers van de zestien cohorten van het Legioen van Eer. Iedere adelaar houdt een paar bliksemschichten vast. In het midden komt de keten bijeen in een groot rond ornament met daarin een met diamanten bezette "N" onder een keizerskroon. Deze keten is rond 1805 verdwenen. We kennen deze eerste keten van het kroningsportret dat David van Napoleon heeft geschilderd.

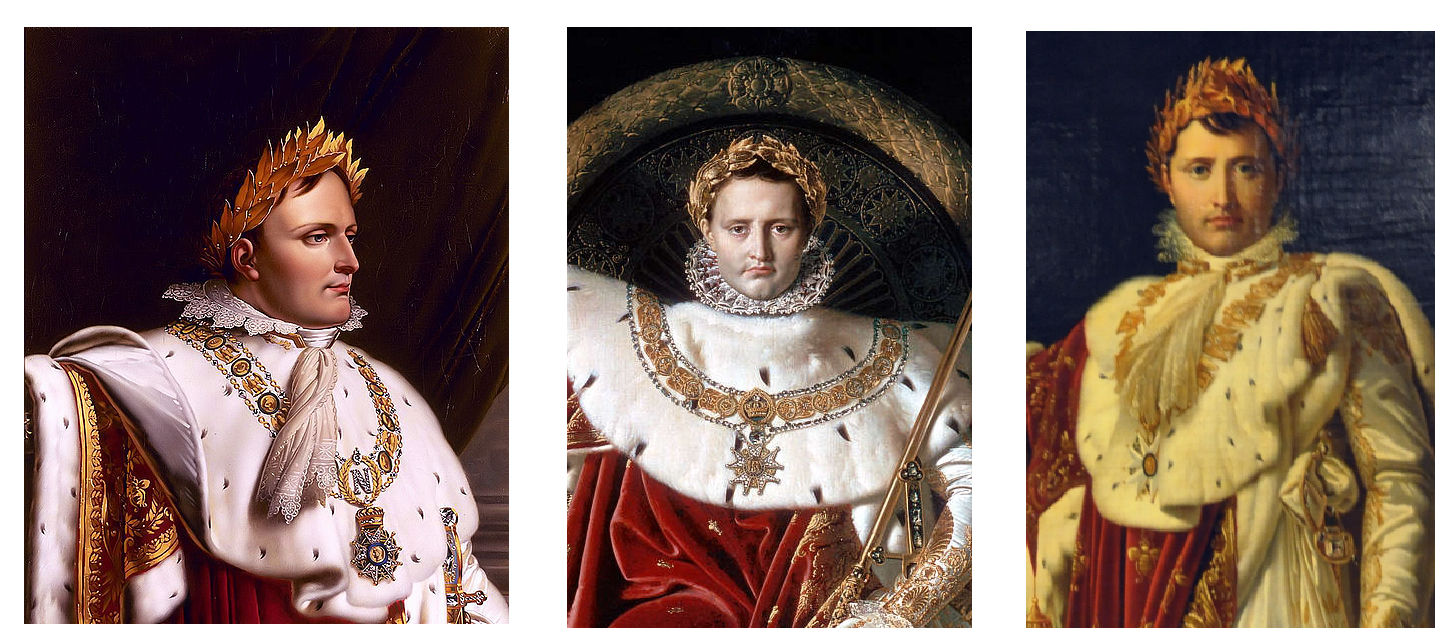
Driemaal Napoleon met zijn twee ketens

In 1805 ontving Napoleon een tweede keten. Deze was anders van vorm en was met meer diamanten versierd. Deze keten viel na de val van Napoleon in handen van de Bourbons. De keten werd in 1819 van zijn edelstenen ontdaan en omgesmolten.
Op sommige portretten van Napoleon eindigt de eerste keten in een medaillon met een kroon in plaats van een "N".
Geestelijken droegen hun Grootkruis van het Legioen van Eer die dag volgens oude Franse zede aan een breed driehoekig zijden lint om de hals. De draagwijze van het Legioen van Eer week niet wezenlijk af van wat in Europa bij ridderorden gebruikelijk was. Nieuw was de Napoleontische heraldiek waarin werd voorgeschreven dat de leden van de lagere graden hun kruis in een kanton op een eervolle plaats in hun wapen opnamen. De hogere rangen hingen het vijfarmige kruis als pronkstuk aan een breed rood lint om hun wapenschild.
In zijn decreet van 10 pluviose van het jaar XIII (30 januari 1805), had Napoleon een "grande décoration" ingesteld. Deze graad met als versierselen een grootlint, grootkruis en een met een zilveren adelaar versierde ster werd de "Grand Aigle" genoemd.
Na het opnieuw invoeren van de adel in het Franse recht kregen de leden van het Legioen van Eer allen adeldom en de rang van een niet erfelijk ridder of "chevalier de l'empire". Wanneer drie generaties van een familie het Legioen van Eer hadden gedragen zou deze titel erfelijk worden.
Napoleon verleende vijftien van zijn familieleden en naaste medewerkers een gouden keten van het Legioen van Eer. Dit eerbewijs dat geen afzonderlijke graad was, werd in 1815 weer afgeschaft.
De dragers waren zijn broers Joseph, Louis en Jérôme, zijn zwagers Joachim Murat, Félix Baciocchi en Camille Borghese, stiefzoon Eugène de Beauharnais, Charles Jean-Baptiste Bernadotte en een bondgenoot en stief-schoonzoon Karel van Baden. Ook maarschalk Berthier, kanselier Jean-Jacques-Régis de Cambacérès, Charles Lebrun en de minister van Buitenlandse Zaken Charles-Maurice de Talleyrand werden met de keten onderscheiden. Hoewel Napoleon ten tijde van de kroning in 1805 de enige drager van de keten van het Legioen van Eer was is het dragen ervan tijdens het Empire nooit het exclusieve voorrecht van de grootmeester geweest.
De keizer droeg de keten als heraldisch pronkstuk rond zijn wapenschild. Deze heraldische afbeelding verschilde sterk van de werkelijk gedragen keten. De getekende heraldische keten heeft een blauw medaillon met een gouden "N" als versiering. Ook de andere dragers van de keten droegen de keten om hun wapenschild.
Tijdens het keizerrijk werden, zo is tamelijk zeker, drie vrouwen in het Legioen van Eer opgenomen. Het gaat om Virginie Ghesquière, Marie-Jeanne Schelling en soeur Anne Biget. De archieven van de orde zijn tijdens de opstand van de Parijse Commune in 1870 samen met het Paleis van het Legioen van Eer verbrand zodat over de eerste jaren van de orde onvolledige gegevens zijn overgeleverd.
In zijn Koninkrijk Italië stichtte Napoleon I als koning een traditionele ridderorde. Ook de Napoleontische orden in Holland, Westfalen, Napels en Spanje waren ridderorden al deelden zij karakteristieken zoals de soldij en het profane karakter van het Legioen van Eer.
Deze orden kenmerkten zich door hun seculiere karakter, katholieken, protestanten, Joden, moslims en ongelovigen werden gedecoreerd, iets wat bij de oudere orden ondenkbaar was. De Franse keizer nam ook eenvoudige soldaten op in zijn erelegioen. De meeste decoraties gingen naar het leger maar onder de dragers waren ook ondernemers, bestuurders, wetenschappers en kunstenaars.
De eerste grootkanselier van het Legioen van Eer, graaf Bernard Germain de Lacépède nam zijn taak zeer serieus en waarschuwde Napoleon tegen het instellen van de door de keizer bedachte "Orde van de Drie Gulden Vliezen" omdat een nieuwe orde het Legioen van Eer in de schaduw zou zetten. Het is dan ook niet van het verlenen van deze orde gekomen. Tegen de instelling van de Orde van de Reünie die in de later bij Frankrijk gevoegde gebieden (zoals de Nederlanden) zou worden verleend maakte de kanselier geen bezwaar.
Napoleon moest de loyaliteit van zijn ontevreden en hebzuchtige maarschalken, familieleden en medewerkers met een onophoudelijke stroom van titels, geschenken en financiële tegemoetkomingen kopen. Zo kwam er voor de bekleders van de hoogste graad van het Legioen van Eer een opmerkelijk hoge ere-soldij van 10 000 francs per jaar voor een Grote Adelaar.
Ook in de in 1814 herstelde monarchie van de Bourbons, in het tweede Keizerrijk en de opeenvolgende republieken bleef het erelegioen in aangepaste vorm bestaan. In dat jaar werd in plaats van de voor de teruggekeerde Bourbons onacceptabele versiering van de ster met Napoleons wapendier de adelaar, de graad van "grand cordon" oftewel grootlint ingevoerd. De benaming "Grand-aigle"voor de hoogste graad van het Legioen van Eer kwam ook te vervallen.
Het erelegioen wordt uitgereikt voor buitengewone verdiensten verleend aan de Franse natie op militair of burgerlijk gebied (de verdeling is ongeveer 2/3 voor militairen en 1/3 voor burgers) en staat in Frankrijk en daarbuiten in hoog aanzien. Het erelegioen is dus een belangrijke militaire onderscheiding.
Napoleon I droeg zijn ster en het lint van het Legioen van Eer vrijwel steeds. Zoals in de 19e eeuw nog gebruikelijk was was dat ook bij zijn maarschalken en veel van zijn generaals en ministers het geval. Zo werden de zilveren ster en het opvallende rode lint van het Legioen van Eer emblemen van het Keizerrijk.
In 1806 waren er 13.000 legionnaires in leven. In 1807 werden voor het eerst vreemdelingen gedecoreerd en in 1814 waren er 25.000 levende leden van het Legioen van Eer. Napoleon I heeft ongeveer 48000 leden benoemd. Het verloop was. door ziekten en verschrikkelijke verliezen op de slagvelden, erg groot. Napoleon benoemde slechts 1200 burgers zodat het Legioen van Eer vooral een militair instituut bleef, toch benadrukte de keizer dat de leden elkaars gelijken waren.
Napoleon heeft zijn enige wettige erfgenaam Napoleon Frans Karel Jozef bij de geboorte het grootlint van het Legioen van Eer in de wieg gelegd. Na de val van het keizerrijk werd de jongen in Oostenrijk opgevoed. Hij heeft het Legioen van Eer, waarvan hij na de abdicatie van zijn vader als Napoleon II enige dagen de grootmeester was, in zijn ballingschap niet gedragen.
Napoleon I had overal in het steeds uitgestrektere keizerrijk domeinen genaast waarvan de opbrengst in het vervolg voor de "cassette" van het Legioen van Eer werden gereserveerd. In veel gevallen ging het om de bezittingen en commenden van de door Napoleon verafschuwde Duitse Orde en de Orde van Malta.
De val van Napoleon liet Frankrijk, met name na de Slag bij Waterloo, straatarm achter. Het was niet mogelijk om de hoge ere-soldij nog langer te betalen.

#### Portretten van leden van het Legioen van Eer uit het Eerste Keizerrijk

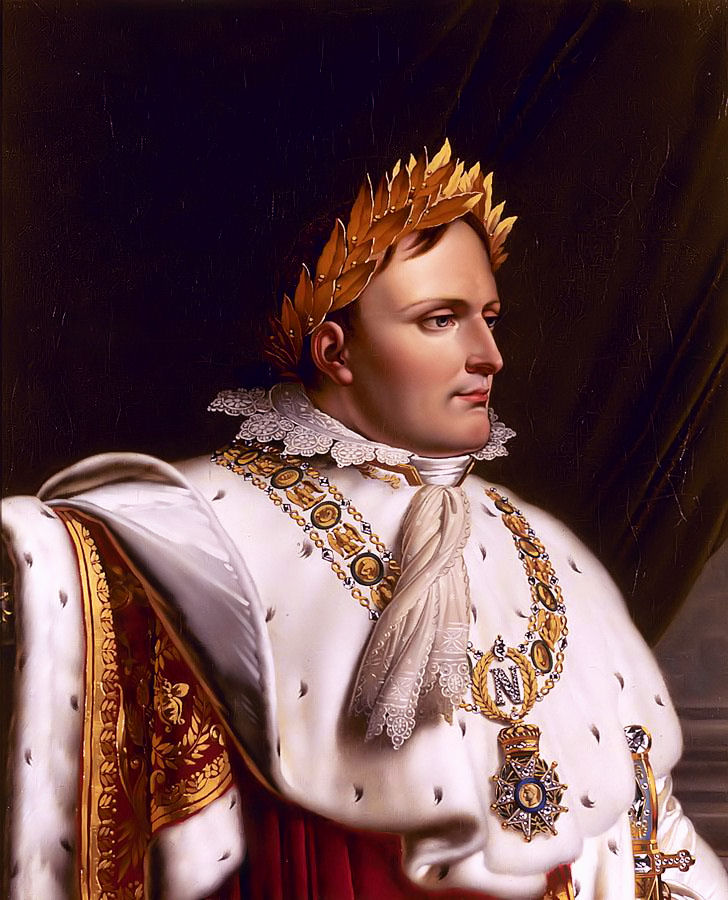
Napoleon Bonaparte, de oprichter van het Legioen van Eer, hier met zijn grote keten van de orde
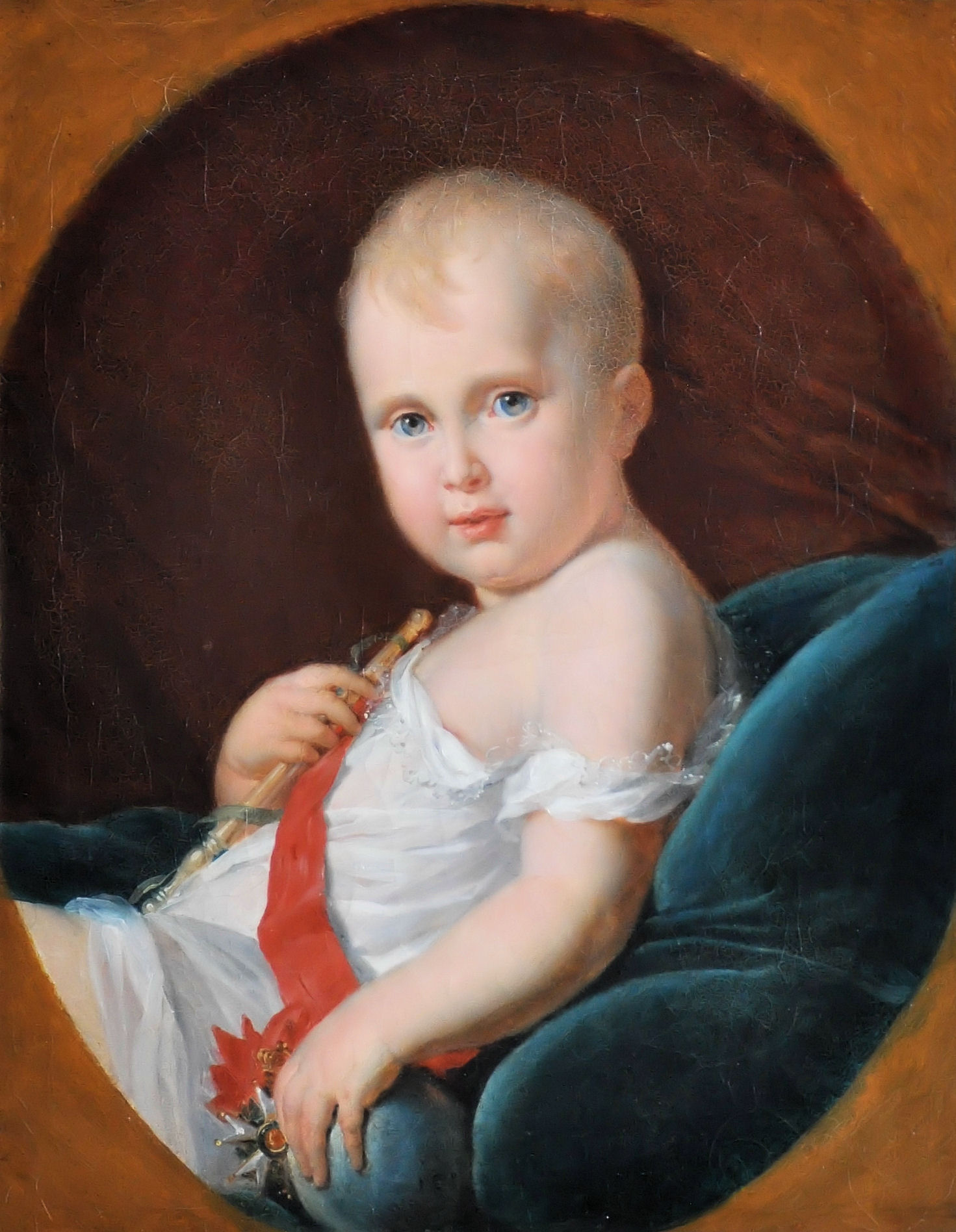
Napoleon II als koning van Rome met het grootlint en het grootkruis
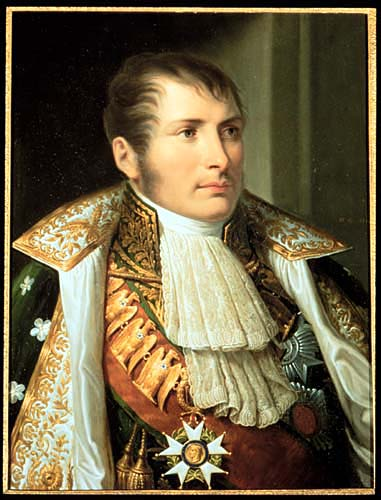
Eugène de Beauharnais met de gouden keten van het Legioen van Eer
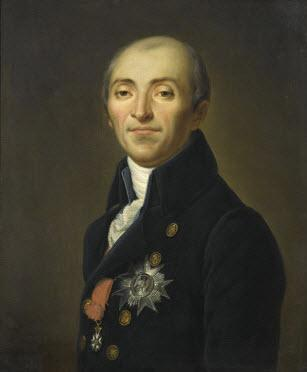
Graaf de Lacépède, de eerste kanselier van het Legioen van Eer
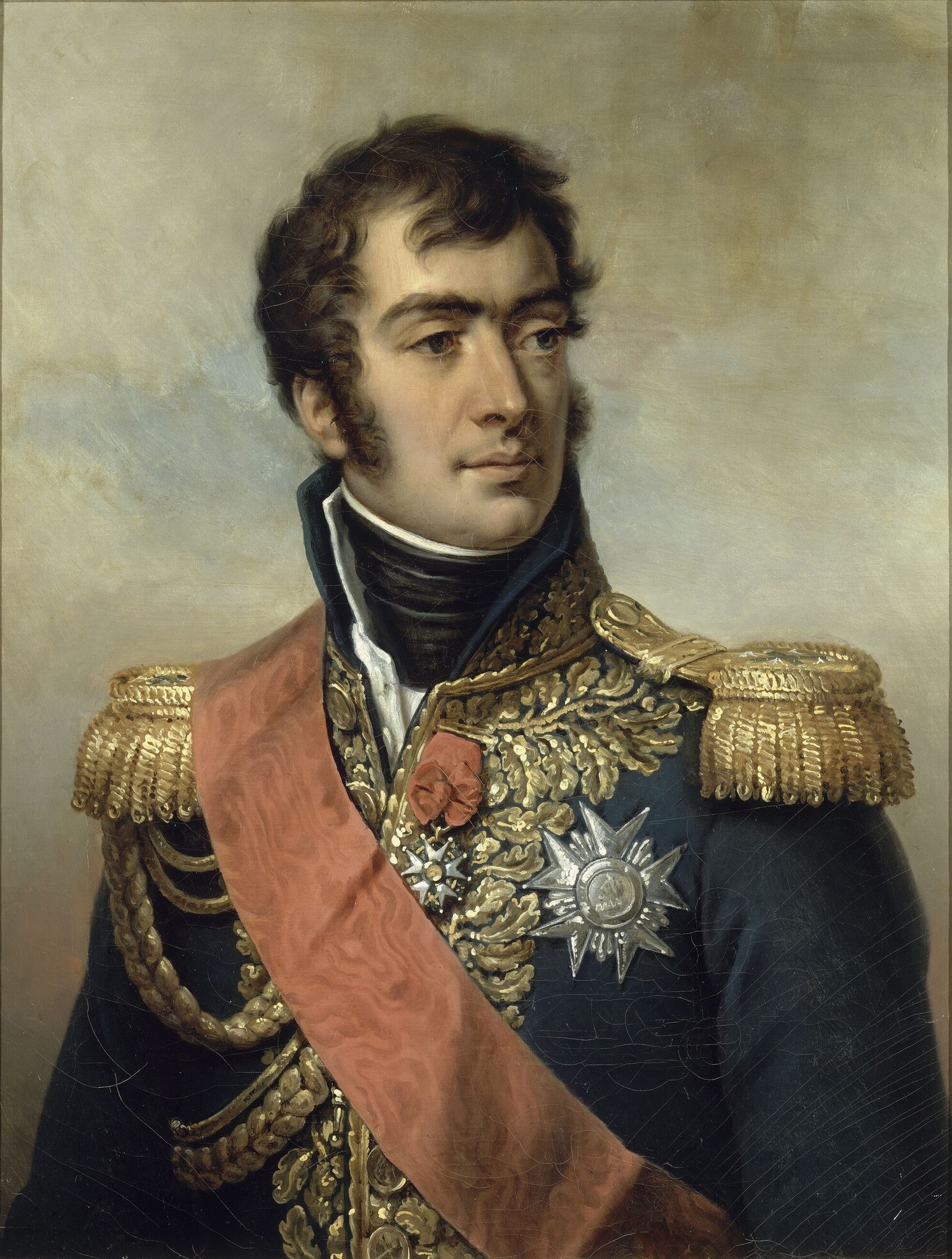
Maarschalk Auguste de Marmont, hertog van Ragusa als Grand-Aigle van het Legioen van Eer
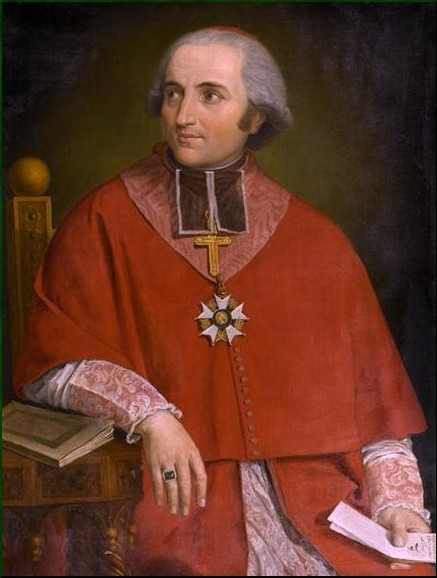
Kardinaal Fesch tijdens het Consulaat met het grootkruis van het Legioen van Eer "en sautoir"
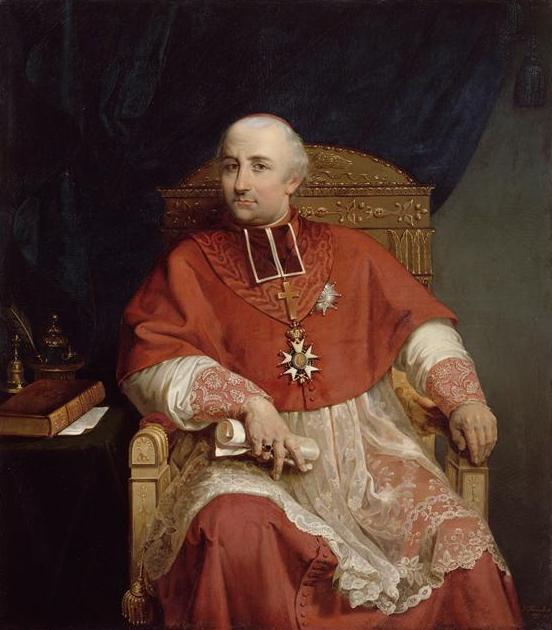
Kardinaal Fesch tijdens of na het keizerrijk met het grootkruis van het Legioen van Eer met de keizerskroon "en sautoir" en de ster van een Grand-aigle
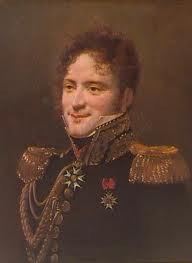
Generaal Pierre Chabert, commandant van het Legioen van Eer
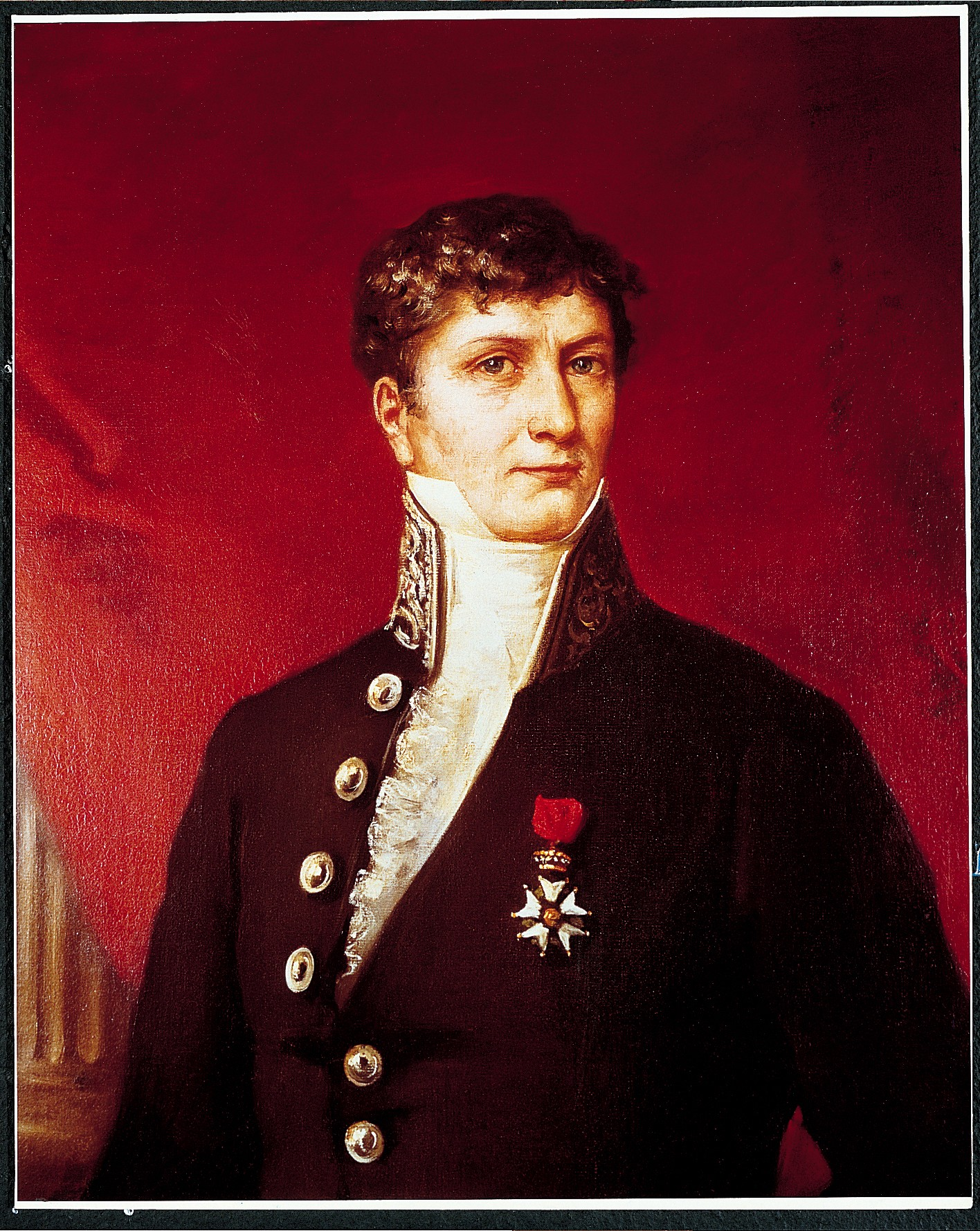
Baron Jean-Baptiste Antoine O'Tard de La Grange, ridder in het Legioen van Eer

#### De heraldiek van het Legioen van Eer
Met de Franse revolutie was ook de heraldische traditie van Frankrijk uitgewist. Napoleon I blies het gebruik van wapenschilden nieuw leven in door regels vast te stellen en een nieuwe heraldische stijl te initiëren. De wapens onderscheiden zich van die van het ancien régime door de functionaliteit en het militaire karakter van de napoleontische heraldiek. Er kwamen nieuwe regels voor mantels en pronkstukken en het Legioen van Eer werd als pronkstuk of kanton in de wapens opgenomen.
De versierselen van het Legioen van Eer werden met voorrang op die van de Orde van de Reünie of de Orde van de IJzeren Kroon als pronkstukken in het wapen opgenomen. Waar het Legioen van Eer werd gevoerd werden andere orden weggelaten. Men hing de versierselen onder het schild of om het schild. De heraldische pronkstukken onderscheiden zich van de werkelijke versierselen door de verhoging met het keizerlijke monogram "N" op een veld van azuur.
De weinige bezitters van de grote keten van het Legioen van Eer hingen die keten om hun wapenschild.
Na de restauratie van de Bourbons grepen de meeste families weer terug naar hun oude wapenschilden maar sporen van de napoleontische heraldische traditie zijn overal op het vasteland van Europa terug te vinden.

Het wapen van de Franse keizer met de keten van het Legioen van Eer
Wapen van de koning van Rome
Wapen van kardinaal Fesch met de keten van het Legioen van Eer
De keten in het wapen van Joseph, koning van Napels
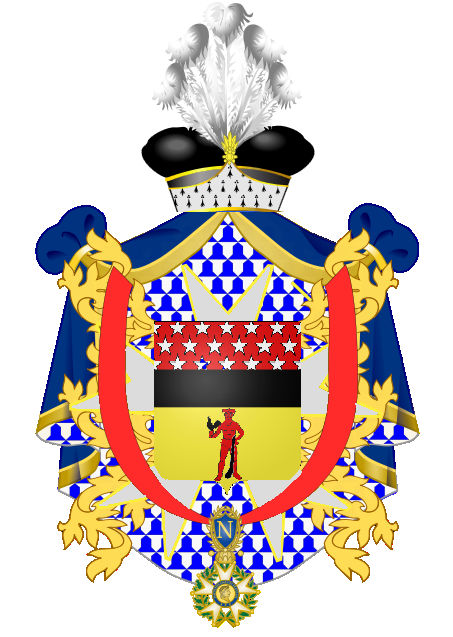
Armand Augustin Louis de Caulaincourt, een hertog, grootlint van het Legioen van Eer
Een baron van het Keizerrijk, grootofficier van het Legioen van Eer
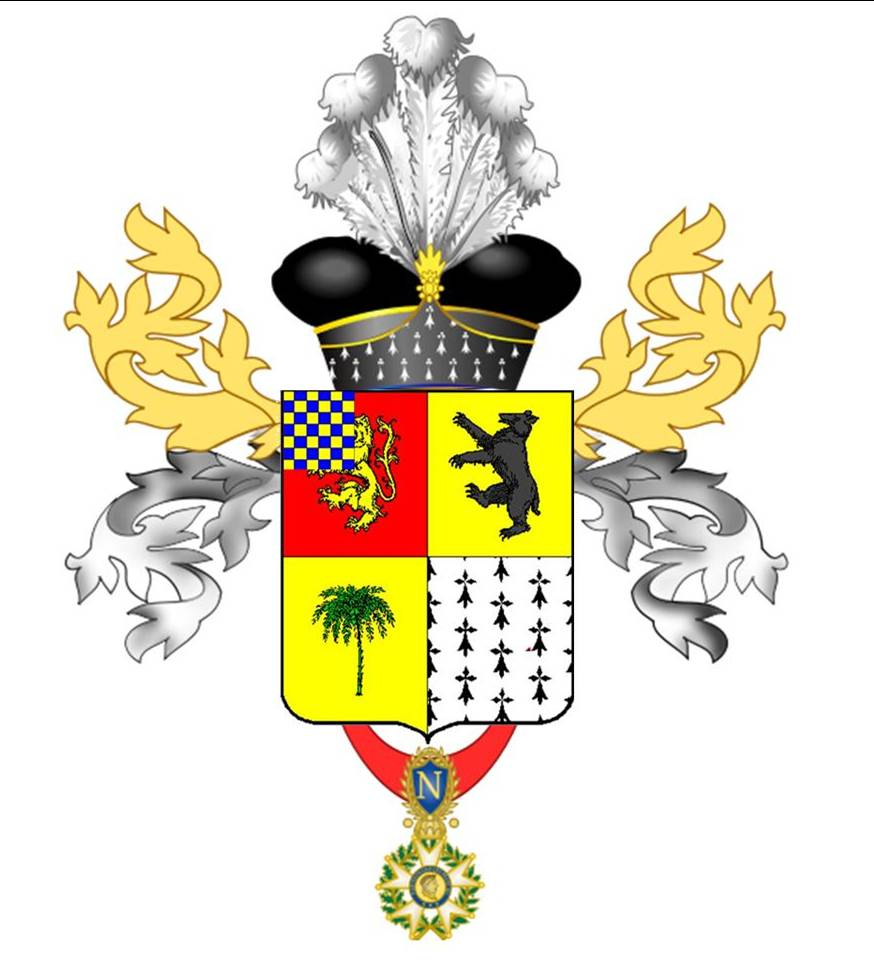
Staatsraad Louis Joseph Victor Jullien Graaf de Bidon, commandeur in het Legioen van Eer
Een baron van het Keizerrijk, officier in het Legioen van Eer
Een graaf en senator, ridder in het Legioen van Eer
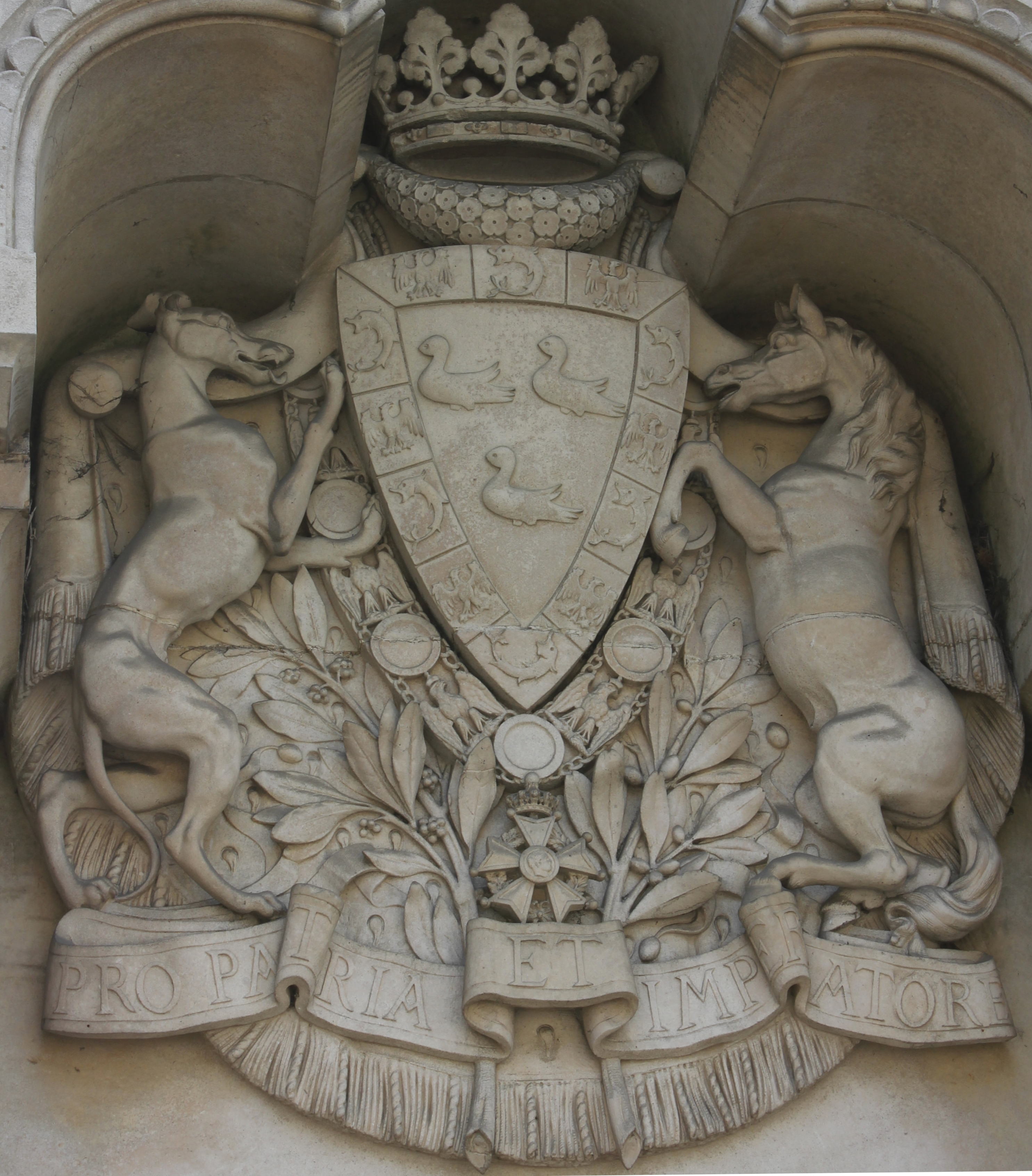
Wapen op het graf van Charles de Morny met de keten van het Derde Keizerrijk

### Het Legioen van Eer en de restauratie van de Bourbons
De gerestaureerde Bourbonkoning Lodewijk XVIII die in 1814 de troon van zijn broer en van zijn voorvaderen besteeg droeg steeds het lichtblauwe lint van de Orde van de Heilige Geest. Dat lint zag men ook bij de uit ballingschap teruggekeerde Bourbonprinsen en de edelen uit hun gevolg. De koning droeg op zijn borst het ridderkruis van het erelegioen maar de heringestelde militaire Orde van de Heilige Lodewijk kreeg de ereplaats, dichter bij 's-koning hart.
De weinig inspirerende maar praktisch ingestelde nieuwe koning moest de uitvoering van de wens om het ancien régime te restaureren matigen omdat hij de Franse Revolutie en zijn charismatische voorganger niet kon laten vergeten. Hij moest ook regeren met de hulp van de door de revolutie en de Napoleontische regering voortgebrachte militaire en bestuurselite. Deze heren droegen veelal het Legioen van Eer. In Nederland vroegen veel van de nieuwe onderdanen van Willem I om hun Legioen van Eer in te mogen ruilen voor dat van de Orde van de Nederlandse Leeuw. In Spanje, Napels en sommige Duitse staten werd het dragen van de orden van Napoleon en het keizerrijk zonder meer verboden.
Omdat de Franse koning niet sterk genoeg in zijn schoenen stond om het dragen van het Legioen van Eer te verbieden heeft hij de orde hervormd. Het werd de tweede orde van Frankrijk en ook de militaire Orde van de Heilige Lodewijk werd weer hersteld.
De Napoleontische adelaar op een bliksemstraal moest als embleem op de ster plaatsmaken voor een kop van de populaire en verdraagzame Bourbonkoning Hendrik IV. Daarom werd de hoogste graad in 1814 omgedoopt van grand aigle in grootlint. De prinsen uit het Huis Bonaparte verloren het recht om hun gouden keten te dragen. Deze werd, samen met de hoge ere-soldij, afgeschaft.
De koningskroon met lelies verving de napoleontische keizerskroon als verhoging. In plaats van het portret van de Keizer der Fransen kwam het portret van Hendrik IV in het medaillon van het kleinood te staan. Op de keerzijde verschenen de drie lelies van de Bourbons.

#### Portretten van leden van het Legioen van Eer uit de restauratie

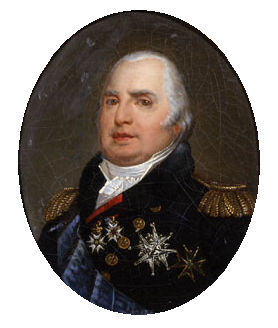
Lodewijk XVIII
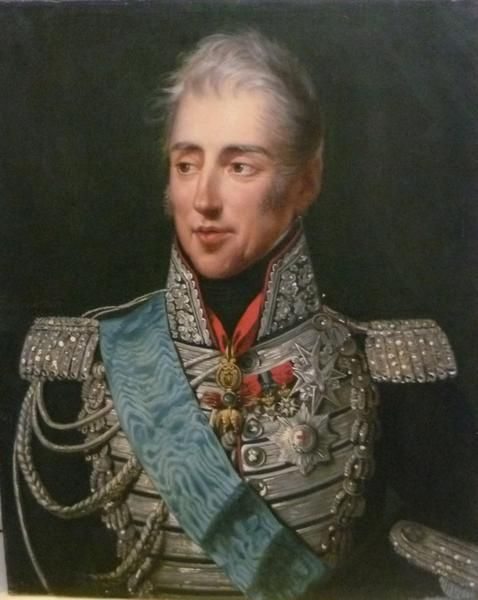
Karel X droeg het Legioen van Eer op dezelfde, weinig prominente, wijze als zijn broer en voorganger
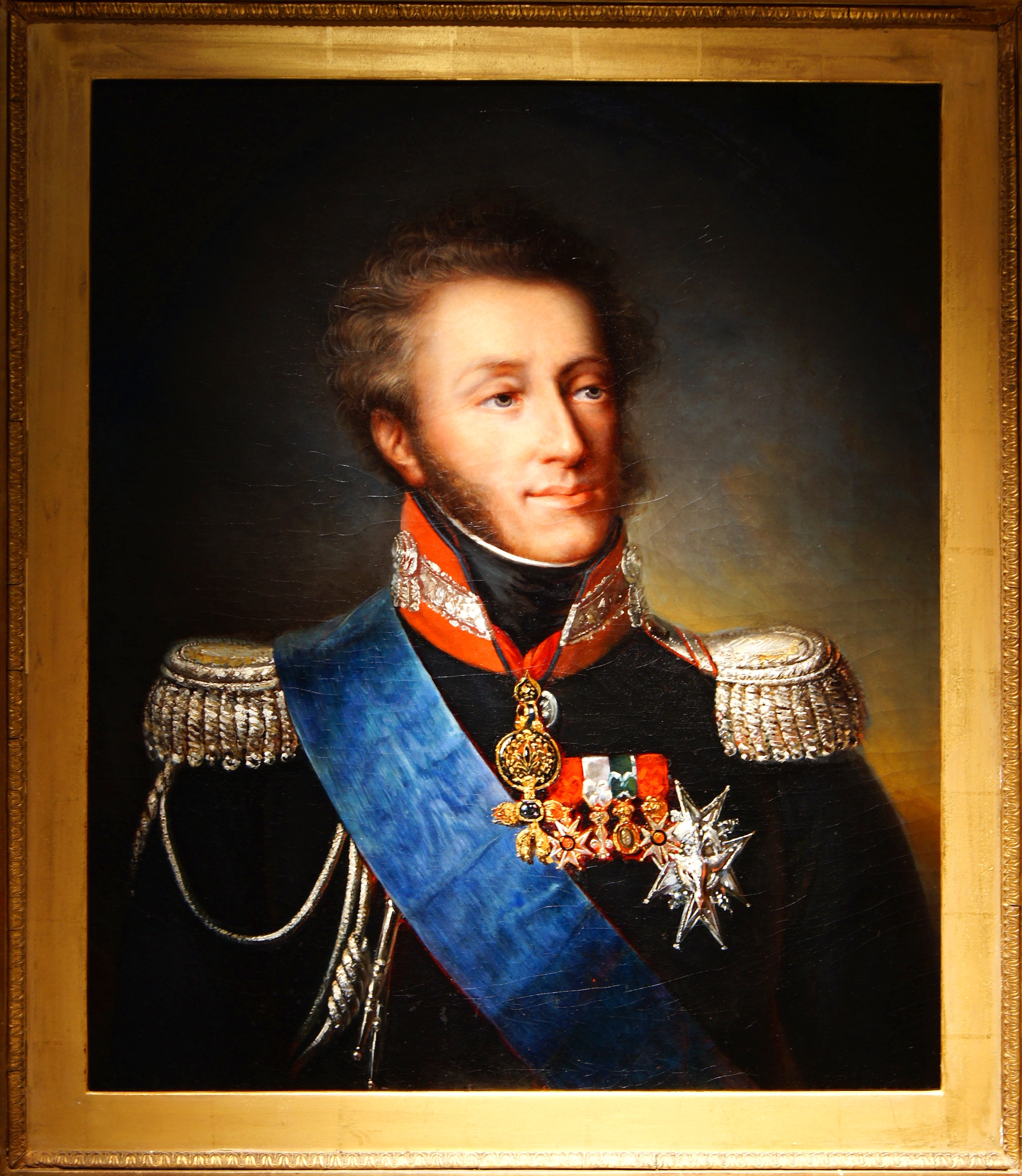
De Hertog van Angoulême

### Het Legioen van Eer onder de Burgerkoning

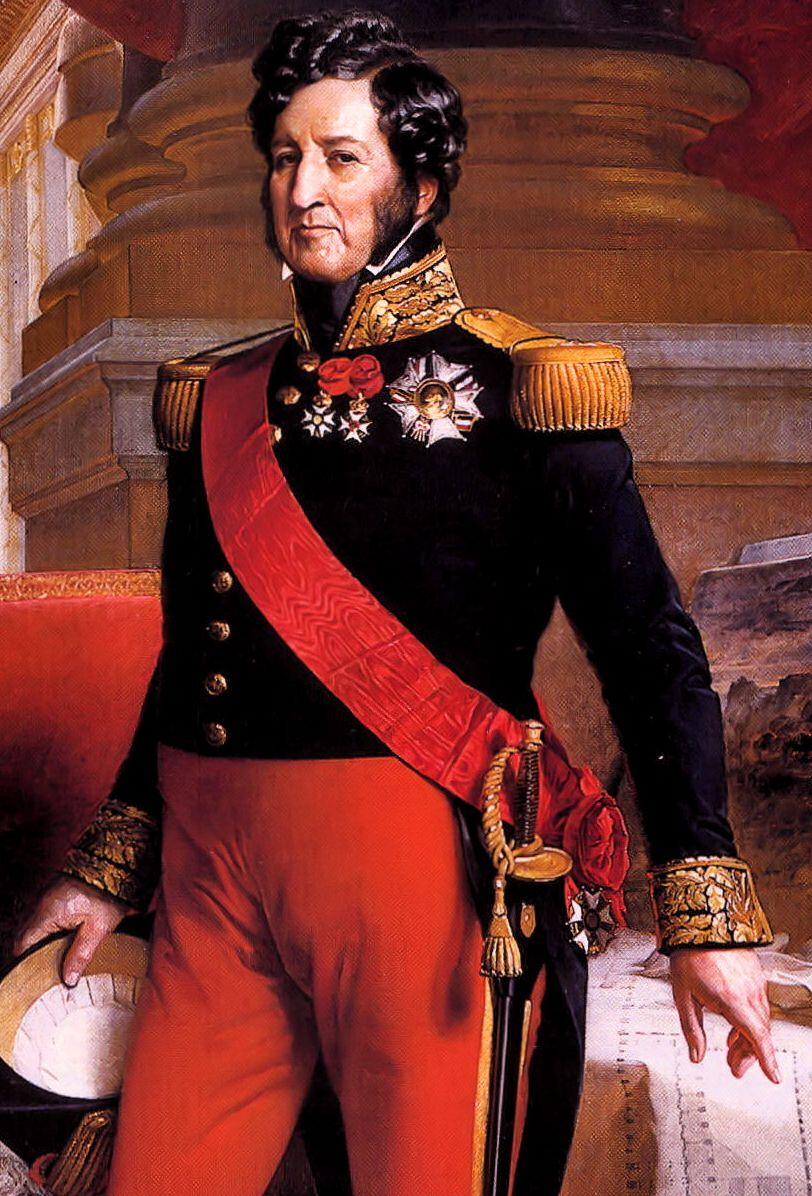
Louis-Philippe met de door hem gewijzigde ster

In 1830 werd de broer van Lodewijk XVI die Frankrijk als Karel X elf jaar lang uiterst reactionair had geregeerd door de Julirevolutie in Parijs verjaagd. Een verre neef, Lodewijk Filips Hertog van Orléans besteeg de troon als Lodewijk Filips. Hij werd vanwege zijn politieke alliantie met bourgeoisie en burgerdom de "Burgerkoning" genoemd en regeerde constitutioneel.
De julirevolutie maakte definitief een einde aan de pogingen van het Huis Bourbon en haar aanhangers om het pre-revolutionaire koninklijke gezag te herstellen. Frankrijk werd een min of meer volgens liberale principes geregeerde staat waarin zoveel nadruk op de in juli 1830 afgekondigde constitutie werd gelegd dat een wetstafel, herinnerend aan de tien geboden, in het Franse wapen werd opgenomen. Ook het Legioen van Eer kreeg weer een prominente plaats in het aan de nieuwe staatkundige verhoudingen aangepaste wapen van Frankrijk. De voorgaande Franse koningen Lodewijk XVIII en Karel X had net als hun pre-revolutionaire voorgangers de ketens van de Orde van Sint-Michiel en de Orde van de Heilige Geest rond hun wapenschild gehangen. Omdat Lodewijk Filips niet werd gekroond, hij ontleende zijn gezag aan de volkswil en de nieuwe grondwet en niet aan een goddelijke sanctie zoals kroning en zalving, zijn er geen portretten met kroningsmantel en keten. Lodewijk Filips gebruikte het rode grootlint, een keten zou hem te veel op zijn grote voorganger Napoleon hebben doen lijken.
De nieuwe vorst liet de kop van Hendrik IV, die ook zijn voorvader was, op ster en kleinood staan. Ook de kroon bleef als verhoging ongewijzigd. De ster van de grootkruisen werd daarentegen ingrijpend veranderd. In de ruimte tussen de armen werden nu vijf rood-wit-blauw geëmailleerde en gekruiste Franse driekleurige vlaggen aangebracht. De vorige koning had die "tricolore", symbool van de Parijse rol in de revolutie en de Franse revolutie, de vlag waaronder de legers van Napoleon I hadden gemarcheerd niet willen gebruiken. De Burgerkoning liet de koningskroon ongewijzigd. Op de keerzijde van het versiersel keerden de driekleurige gekruiste vlaggen eveneens terug.
De oude orden van de Bourbons werden in 1830 bij wet afgeschaft en het Legioen van Eer werd de enige orde van verdienste en definitief de hoogste onderscheiding voor moed en verdienste van de Franse staat. Zo trachtte de nieuwe strikt constitutionele regering in de versierselen van het erelegioen de Franse revolutie en het liberale en op een moderne grondwet gebaseerde koningschap met elkaar te verzoenen.
De Burgerkoning en zijn zonen poseerden veelvuldig met de versierselen van het Legioen van Eer. Lodewijk X en zijn zonen en kleinzonen hadden het blauwe lint van de Orde van de Heilige Geest gedragen.
De Burgerkoning moest schipperen tussen de democratische en vrijheidslievende sentimenten, de herinnering aan de grote Franse revolutie was nog vers, en de opkomende liberale middenklasse die vooral rust wenste. Het regime zag ook door de reactionaire aanhangers van de Bourbons en de opportunistische Bonapartes, erven van Napoleon I als bedreigingen.
Het Legioen van Eer werd spaarzaam uitgereikt. Na 17 jaar aan het bewind te zijn geweest waren er in 1847 niet meer dan 47000 leden. Deze reductie werd bereikt door natuurlijk verloop, de veteranen van Napoleon I stierven en Frankrijk was niet in grote nieuwe oorlogen verwikkeld.
Een van Napoleons maarschalken, Édouard Mortier, eerste hertog van Treviso, was van 1831 tot 1835 verantwoordelijk voor het bestuur van het Legioen van Eer. Hij werd in functie, tijdens een parade en aan de zijde van Lodewijk Filips bij een bomaanslag gedood. Hij werd opgevolgd door graaf Étienne Maurice Gérard, maarschalk van Frankrijk.

### Het Legioen van Eer in de Tweede Franse Republiek
Onder prins-president Napoleon, een neef van Napoleon I, werd het Legioen van Eer min of meer in de napoleontische vorm hersteld. Het portret van de stichter keerde van 1848 tot 1852, als Consul, dus zonder de lauwerkrans op het hoofd, terug in het medaillon maar de plaats van een kroon werd leeg gelaten. Het vijfarmige kruis werd dus direct aan het lint bevestigd. Kanselier was Rémi Joseph Isidore Exelmans, een maarschalk van Frankrijk.
Prins-president Napoleon stichtte een "Militaire Medaille". Deze Medaille Militaire is niet los te zien van het Legioen van Eer. De aanleiding was dat het steeds minder vaak voorkwam dat onderofficieren het Legioen van Eer ontvingen. De standenmaatschappij van de 19e eeuw was daar debet aan. De medaille wordt door de kanselier van het Legioen van Eer geadministreerd. Wanneer een militair het Legioen van Eer al bezit en vervolgens ook de Militaire Medaille ontvangt dan geldt dat als de hoogste militaire eer die Frankrijk kan verlenen.
De prins-president gaf de bijzondere plaats van de Medaille militaire in het instellingsdecreet aan door er op te wijzen dat de soldaten en onderofficieren in de toekomst ook het Legioen van Eer zouden kunnen blijven ontvangen en dat zij die het Legioen van Eer bezaten de Médaille militaire daarna konden ontvangen zodat beide onderscheidingen naast elkaar zouden kunnen worden gedragen.
In de dagen na de instelling werd de medaille desondanks nog gezien als een "Légion d'honneur au rabais", een mindere uitvoering van een decoratie, de veldtochten van de Franse legers onder Napoleon III in Italië, Afrika, Indochina en Mexico brachten daarin verandering. In 1900 was de Médaille militaire een onderscheiding die in hoog aanzien stond.

### Het Legioen van Eer onder keizer Napoleon III

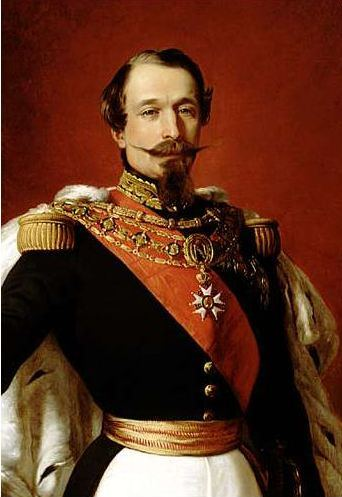
Napoleon III als grootmeester van het Legioen van Eer

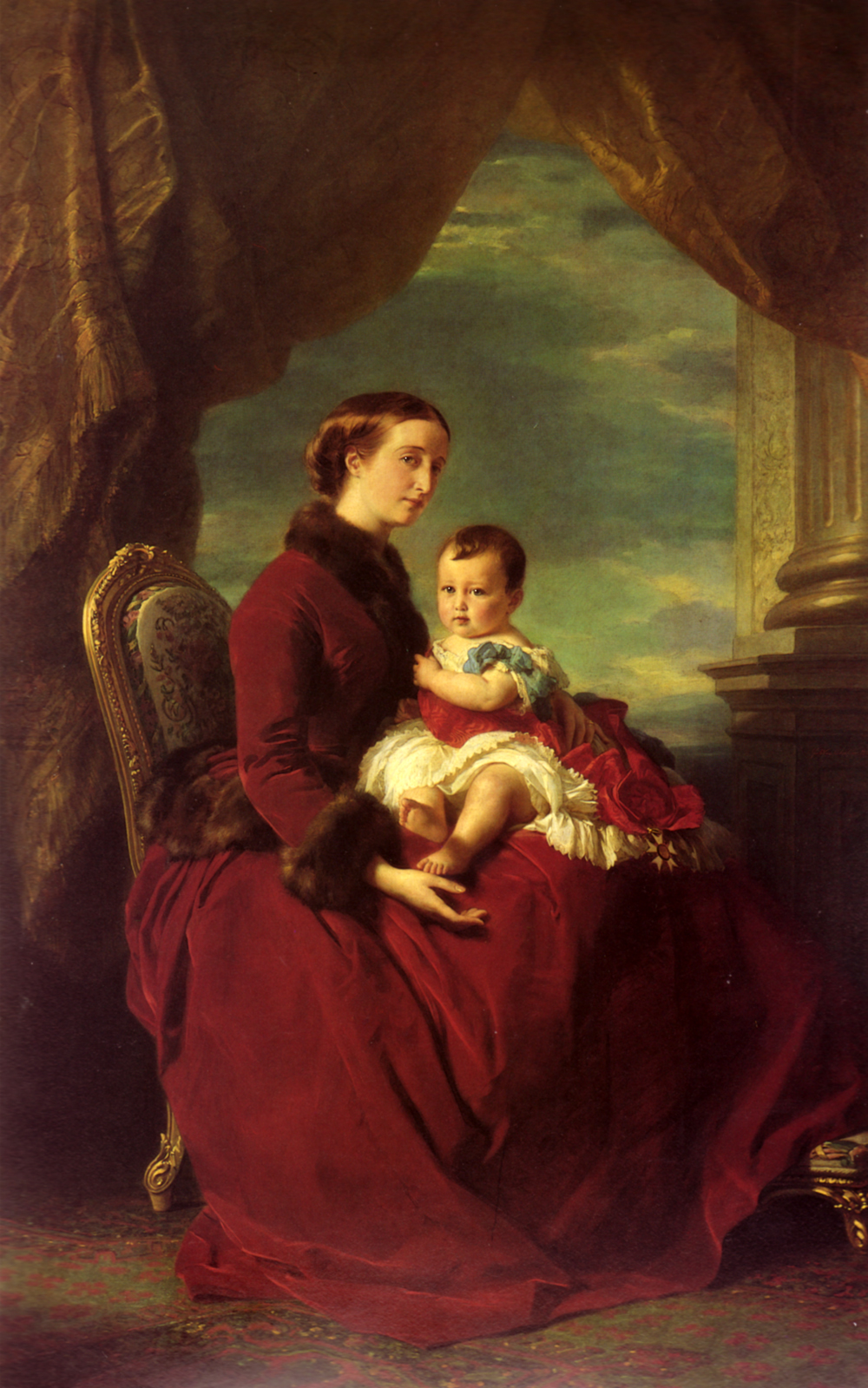
De Prince Impérial met het grootlint van het Legioen van Eer

Napoleon III verving na zijn staatsgreep en het aannemen van de keizerlijke waardigheid de krans als verhoging door een keizerlijke kroon. Het keizerlijke portret van Napoleon I (ditmaal in goud met een gouden lauwerkrans op het hoofd) kwam op het centrale medaillon te staan. De keizer droeg zelf een grote keten van de orde. De keten was een kopie van de kostbare keten die Napoleon I in 1805 bij zijn kroning, de "sacre" had gedragen. Deze tweede keten is bewaard gebleven en wordt in het Hôtel des Invalides in Parijs tentoongesteld.
De keten lijkt sterk op de in 1819 vernielde tweede keten van Napoleon I en bestaat uit 16 opengewerkte medaillons afgewisseld met groen geëmailleerde eikenkransen. De symbolen op de medaillons staan voor wetgeving, astronomie, marine, architectuur, schilderkunst, beeldhouwkunst, literatuur, geneeskunde, chirurgie, wiskunde, natuurkunde, scheikunde, landbouw, infanterie, cavalerie, genie en artillerie. De kransen zijn met gouden adelaars of ringen aan de schakels vastgemaakt. Op het midden van de keten is een grote ronde schakel met rood geëmailleerd gouden lint samengebonden de nummers van de zestien cohorten van het Legioen van Eer. De kleine langwerpige medaillons zijn met bijen en sterren versierd. Zij omlijsten een grote "N" als monogram van de stichter van het Legioen van Eer. Om het monogram zijn twee kransen van vergulde bladeren bevestigd. Het kruis dat aan deze keten hangt is wit geëmailleerd en heeft een diameter van 81 millimeter. In de keten van Napoleon III ontbraken de diamanten die deel van de keten van Napoleon I hadden uitgemaakt.
Het lint, de indeling en de versierselen van de orde werden door Napoleon III niet gewijzigd.
Hoewel er een hermelijnen kronings- of koningsmantel was en er opnieuw een keten voor het exclusieve gebruik door de nieuwe Keizer der Fransen werd gesmeed was er geen kroning zoals in 1805 voor Napoleon I werd georganiseerd. Geen van de opvolgers van Napoleon durfde zo duidelijk in 's keizers voetstappen te treden, zij wisten zich daarvoor vergeleken met Napoleon I te onbeduidend. Napoleon III droeg zijn keten niet over een hermelijnen mantel maar op het uniform van het Franse leger.
Napoleon III had nog een paar mannelijke verwanten die hij met zijn legioen van Eer heeft onderscheiden. Ook een bastaard van Napoleon I, Graaf Alexandre Colonna-Walewski die uit een alom bekende romance met de Poolse Maria Walewski was ontsproten werd in het Legioen van Eer opgenomen. Bij graaf Walewski gebeurde dat in 1858. Hij ontving het Grootkruis van de orde. Een bastaard van zijn moeder, Charles de Morny werd al in 1852 tot grootkruis in het Legioen van Eer benoemd.
Als Kanselier van het Legioen van Eer benoemde Napoleon III een oude maarschalk van zijn keizerlijke oom, Anne Charles Lebrun Hertog van Plaisance. In 1860 kortstondig opgevolgd door Aimable Pélissier, hertog van Malakoff. Van 1860 tot 1864 was admiraal Ferdinand Hamelin kanselier. Van 1864 tot 1870 mocht Charles de Flahaut het Legioen van Eer beheren. Flahaut was een bastaard van Talleyrand en de minnaar van Hortense de Beauharnais, koningin van Holland en moeder van Napoleon III. Napoleon III heeft de geruchten dan Flahaut zijn vader was altijd tegengesproken met het argument "Ik heb het nagerekend".
Het Legioen van Eer werd door de tweede regerende keizer der Fransen veel gedragen. Hij moest in de publiciteit zijn afkomst als lid van de familie Bonaparte benadrukken om gebruik te kunnen maken van het aanzien van zijn oom Napoleon I.
De orde werd vaak uitgereikt. De 19e eeuw beleefde de hoogtij van de Europese ridderorden. Ze werden veel gedragen, veel uitgereikt en vaak "gevraagd", met name door diplomaten.
Frankrijk was betrokken bij vredesconferenties en koloniale congressen waarin Afrika onder de Europese machten werd verdeeld. In Parijs werd in 1867 een wereldtentoonstelling gehouden en het was gebruikelijk om de hogergeplaatste medewerkers en organisatoren te onderscheiden. Een opvallende onderscheiding was het grootkruis van het Legioen van Eer dat in 1865 aan de Pruisische premier Bismarck werd uitgereikt.
Om vriendschapsbanden te benadrukken ontvingen overal in de wereld tal van ambassadeurs, ministers, burgemeesters, wetenschappers, kunstenaars en artiesten, zakenlieden en consuls het Legioen van Eer. Napoleon III decoreerde ook zijn collegae op de Europese tronen met het Grootkruis van het Legioen van Eer. Leden van de Nederlandse en Belgische koninklijke families werden dan ook met het Legioen van Eer onderscheiden. Ook in het Groothertogdom Luxemburg waar Frankrijk en Pruisen om politieke invloed hebben gestreden werden tal van ambtenaren, politici en kunstenaars onderscheiden met het Legioen van Eer. Dat gold ook voor Nederlandse en Belgische kunstenaars. Van degenen die ook in Frankrijk de aandacht trokken werd een aantal zoals Ary Scheffer opgenomen in het Legioen van Eer.
Het decoreren van verdienstelijke dames bleef ook onder het keizerlijke regime van Napoleon III een uitzondering. Ook de keizerin Eugénie werd niet in het Legioen van Eer opgenomen.
Napoleon III zocht roem op het slagveld. Zijn legers vochten met succes om de eenwording van Italië waar het Keizerrijk Oostenrijk werd verslagen, mogelijk te maken. Een militair avontuur in Mexico liep minder goed af maar beide veldtochten leverden tal van Franse officieren het Legioen van Eer op. Er ware ook koloniale oorlogen, onder andere in Vietnam. De samen met het Verenigd Koninkrijk, Turkije en Sardinië gevochten Krimoorlog leverde een groot aantal Franse officieren en officieren van bondgenoten het Legioen van Eer op. Van een opname in het Legioen van Eer was voor onderofficieren, soldaten en matrozen zelden sprake. Zij konden in geval van moed, voortreffelijke dienst of bijzondere jubilea op de Militaire Medaille rekenen. Van de belofte dat ook de dragers van deze medaille gebruik zouden mogen maken van de scholen en pensionaten van het Legioen van Eer kwam tijdens de regering van Napoleon III nog niets terecht.
Net als zijn oom bij zijn zoon, de koning van Rome, had gedaan legde ook Napoleon III het grootlint van het Legioen van Eer in de wieg van zijn zoon, de "prince-impérial" Louis Napoléon Bonaparte. Napoleon en zijn zoon bleven hun ster en lint ook na de val van het keizerrijk dragen. In Frankrijk werden veel versierselen door juweliers van nieuwe medaillons voorzien. De verhoging werd ook aangepast door de kroon te vervangen door een krans. In het buitenland nam niet iedereen de moeite de steeds weer veranderende staatsrechtelijke verhoudingen van Frankrijk op de voet te volgen. Men zag in Nederland ook na 1870 nog staatslieden en bestuurders met een Legioen van Eer met de kroon van Napoleon III of zijn voorgangers.

### Het Legioen van Eer in de Derde Franse Republiek

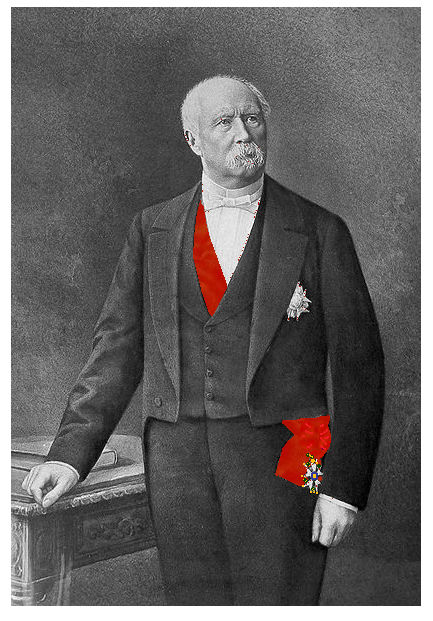
President MacMahon met het grootlint en de ster

De Nederlaag tegen de door Pruisen aangevoerde Duitse legers in 1870 leverden veel benoemingen in het Legioen van Eer op. De Fransen hebben dapper gevochten maar zij werden overrompeld door de beweeglijker en beter uitgeruste Duitsers. De opstand van de Parijzenaars die zich na de Franse overgave tegen hun eigen regering keerden bracht voor het Legioen van Eer een ramp met zich mee. De Parijse pétroleuses staken het Hôtel de Salm in brand. De archieven van de Orde van het Legioen van Eer gingen verloren.
De in 1870 uitgeroepen Derde Franse Republiek koos ervoor om het Legioen van Eer als hoogste Franse orde te handhaven. Op de ring van het medaillon kwam het jaartal "1870" te staan. De kroon werd vervangen door een krans van lauweren en eikenblad. De door Napoleon III gedragen keten werd afgeschaft en keerde pas in de Vijfde Republiek terug.
De keten met daaraan het vijfarmige kruis werd niet langer als heraldisch pronkstuk opgenomen in het wapen van de Franse Republiek. In plaats daarvan werd een grootlint, soms met een rozet in plaats van een strik, of een eenvoudiger lint van het Legioen van Eer afgebeeld.
Er was wel een keten die in 1881 naar een ontwerp van Édouard Armand-Dumaresq door de juweliers Lemoine werd vervaardigd. Het kostbare ontwerp was door president Jules Grévy goedgekeurd en bevatte behalve 565 gram goud ook 25 gram van het sinds kort voor juweliers beschikbaar gekomen platina. De keten was alleen voor het Franse staatshoofd, ambtshalve grootmeester van het Legioen van Eer, bestemd.
Armand-Dumaresq koos voor fasces als voornaamste motief. De roedenbundels waren nog geen symbool van de fascistische beweging maar refereerden aan het gezag in de Romeinse republiek. Verder werden Francisques kleine sterren en 16 aan de eerdere cohorten herinnerende medaillons binnen evenzovele kransen van eikenblad en de letters "H.P." (voor het motto Honneur et Patrie) met kleine ringen met elkaar verbonden. Ook nu stelden afbeeldingen op de 16 medaillons wetgeving, astronomie, marine, architectuur, schilderkunst, beeldhouwkunst, literatuur, geneeskunde, chirurgie, wiskunde, natuurkunde, scheikunde, landbouw, infanterie, cavalerie, genie en artillerie voor.
Op de keerzijde werden de namen en de datum waarop zij werden beëdigd gegraveerd. Dat gebeurde met terugwerkende kracht tot 1871 en de ambtsaanvaarding van president Thiers.
Men vindt op de achterzijde de volgende namen en data; Adolphe Thiers 31 août 1871, Maréchal de Mac-Mahon 24 mai 1873, Jules Grévy 30 janvier 1879, Jules Grévy 30 janvier 1886, Sadi Carnot 3 décembre 1887, Jean Casimir-Perrier 25 juin 1894, Félix Faure 17 janvier 1895, Émile Loubet 18 février 1899, Armand Fallières 18 février 1906, Raymond Poincaré 18 février 1913, Paul Deschanel 18 février 1920, Alexandre Millerand 23 septembre 1920, Gaston Doumergue 13 juin 1924, Paul Doumer 13 juin 1931, Albert Lebrun 10 mai 1932, Albert Lebrun 10 mai 1939, Charles de Gaulle 13 novembre 1945.
Op de achterkant van het 16e medaillon werd in 1943 de naam van Maréchal Pétain gegraveerd. Deze vermelding is na de oorlog weer verwijderd.
De keten eindigt in een grote dubbele krans van eiken-, palmen en laurierbladeren rond het monogram "RF" voor "République Française". Daaronder hangt een wit geëmailleerd vijfarmig kruis met een diameter van 7 centimeter. De presidenten van de republiek poseerden niet met deze keten.
President Patrice de Mac Mahon startte de traditie dat de presidenten van de republiek steeds optraden in een donker kostuum met zwart vest waarover zij het opvallende rode lint van het Legioen van Eer droegen. De zilveren ster werd op de linkerborst gedragen. Gedurende de Derde Republiek waren de presidenten herkenbaar aan dit rode lint, op foto's en tekeningen werd het rood vaak ingekleurd.
De Franse republiek werd tussen 1870 en 1945 door schandalen geteisterd. Eén daarvan was het onderscheidingenschandaal dat in 1887 uitbrak toen bleek dat Daniel Wilson, de schoonzoon van president Jules Grévy, in benoemingen in het Legioen van Eer had gehandeld. President Grévy moest aftreden.
Het Legioen van Eer kreeg tijdens de Derde Republiek concurrentie van een wildgroei aan ministeriële orden en koloniale orden. De ministeries richtten in de loop der jaren negentien verschillende ministeriële orden van verdienste zoals de Maritieme Orde van Verdienste ("Ordre du Mérite Maritime") en de Orde van Verdienste voor de Landbouw ("Ordre du Mérite Agricole"). Deze ministeriële onderscheidingen hadden allen drie graden. Grootlint en grootofficier ontbraken bij deze orden die ieder een eigen met commandeurs in de desbetreffende orde bezette "Grote Raad" bezaten. De verantwoordelijke minister was voorzitter van dit college.
De kanselier van het Legioen van Eer hield toezicht op het Franse decoratiestelsel en beijverde zich voor het behoud van de prominente rol van het Erelegioen. Tussen de benoeming in een ministeriële of koloniale orde en het toekennen van het Legioen van Eer of een bevordering in het Legioen van Eer moest een bepaalde tijdspanne verlopen. Aan deze regel hielden de opeenvolgende kanseliers streng vast. Zij zagen er steeds op toe dat de andere orden het Legioen van Eer niet overschaduwden. Voor een Fransman bleef dan ook gelden dat hij eerst ridder in het Legioen van Eer moest zijn voordat hij bevorderd kon worden tot een hogere graad in de orde, een hoge graad in een andere Franse orde deed er dan niet toe. Andersom was het zo dat een commandeur of officier in het Legioen van Eer mocht rekenen op een corresponderende of hogere graad in een ministeriële of koloniale orde.
Ondanks de terughoudendheid in het decoratiebeleid ging de grap rond dat "de helft van de Fransen het Legioen van Eer droeg en de andere helft er op zat te wachten". In werkelijkheid kon dat alleen van de hogere ambtenarij worden gezegd waar men door anciënniteit min of meer automatisch in het Legioen van Eer werd opgenomen.
De Franse koloniale orden kenden in de meeste gevallen wel een grootkruis of grootlint en een grootofficier. Er waren vijf van deze koloniale orden.
Toch bleef het Legioen van Eer de meest begeerde Franse onderscheiding. De kanselier van het Legioen van Eer zag er op toe dat zijn orde exclusiever bleef. Tussen een benoeming in een van de ministeriële orden en het Legioen van Eer moest ook een bepaalde tijd verlopen. Toch werd de versnippering van het decoratiestelsel als een misstand ervaren omdat een duidelijk beleid niet mogelijk was.
Het aantal leden van het Legioen van Eer was en is beperkt. De Franse regering stelde en stelt quota vast die afhankelijk zijn van de omvang van de bevolking. Er mogen niet meer dan een bepaald aantal leden in een bepaalde rang van het Legioen van Eer zijn. In oorlogstijd lukt het niet om deze regel toe te passen omdat dan een niet op voorhand te schatten aantal voordrachten voor moed wordt ingediend. Na de Frans-Duitse oorlog van 1870, de Eerste en Tweede Wereldoorlog waren er dan ook veel meer leden van het Legioen van Eer dan voorzien. Men bracht het Legioen dan langzaam in omvang terug. Buitenlanders vallen buiten deze quota.
Frankrijk stelde ook tientallen medailles in voor specifieke verdiensten. Een voorbeeld is de Luchtvaartmedaille. De meeste medailles werden voor verdiensten op sociaal gebied uitgereikt.

### Het Legioen van Eer in de Vierde Franse Republiek
In de na de Tweede Wereldoorlog uitgeroepen Vierde Franse Republiek viel vooral op dat er, dankzij de opvolgende oorlogen in Europa en in de koloniën, veel meer ridders in het Legioen van Eer waren dan de statuten toestonden.
De versierselen van het Legioen van Eer werden in de Vierde Republiek en de Vijfde Republiek niet wezenlijk veranderd. Er kwam wel een nieuwe keten voor de grootmeester. De eerdere keten van de Derde Republiek was niet meer bruikbaar nu alle keerzijden van de schakels waren gegraveerd met de namen van de zestien presidenten van de republiek tussen 1870 en 1945. De modern vormgegeven massief gouden keten was het werk van de vormgever André Arbus en de edelsmid Raymond Subes van het juweliershuis Argus-Bertrand in Parijs. De keten werd op 1 december 1953 met veel ceremonieel aan president Vincent Auriol overhandigd.
De keten kreeg zoals gewoonlijk zestien medaillons en eindigt in een centraal ornament dat uit de verstrengelde letters "H" en "P" (voor "Honneur et Patrie") is gevormd. Aan dit monogram hangt een vijfarmig kruis met een diameter van 81 millimeter.
De zestien medaillons kregen nieuwe symbolische afbeeldingen voor maatschappij en de krijgsmacht. Er werd gekozen voor infanterie, marine, pantsertroepen, industrie en handel, geografie, muziek en schilderkunst, wetenschap, architectuur en beeldhouwkunst, sociaal werk, literatuur, artsenij en chirurgie, landbouw, de Franse taalgemeenschap, telecommunicatie, luchtvaart en als zestiende artillerie.
Op de keerzijde van deze medaillons staan de namen van de laatste twee presidenten van de Vierde Republiek en die van hun opvolgers in de Vijfde Republiek gegraveerd. Bij de naam van elk van deze presidenten is het jaar van hun beëdiging vermeld. Het gaat om Vincent Auriol 1947, René Coty 1954, Charles de Gaulle 1959, Charles de Gaulle 1965, Georges Pompidou 1969, Valéry Giscard d'Estaing 1974, François Mitterrand 1981, François Mitterrand 1988, Jacques Chirac 1995, Jacques Chirac 2002, Nicolas Sarkozy 2007 en François Hollande in 2012. Er zijn nog vier lege medaillons.
In 1945 werd ter beloning van verzetsstrijders en Fransen die na de capitulatie van 1940 bleven vechten aan de zijde van de geallieerden, een Orde van de Bevrijding ingesteld, die de tweede orde van Frankrijk werd na het Legioen van Eer.
Het aantal ministeriële orden nam nog toe met onder andere een Orde van Verdienste voor de Sahara.
De Franse regering ging de koloniale Orde van de Zwarte Ster en in mindere mate de Orde van de Ster van Anjouan gebruiken als Franse orde van verdienste, met name bij staatsbezoeken. Zo werd het Legioen van Eer ontlast. Deze laatste twee orden werden ook in het diplomatieke verkeer met Nederland uitgereikt. Voor koningin Juliana, Prins Bernhard, premier Drees en Jozef Luns waren er grootkruisen van het Legioen van Eer.
De versierselen van het Legioen van Eer bleven in de derde en vierde Franse republiek gelijk.

### Het Legioen van Eer in de Vijfde Franse Republiek

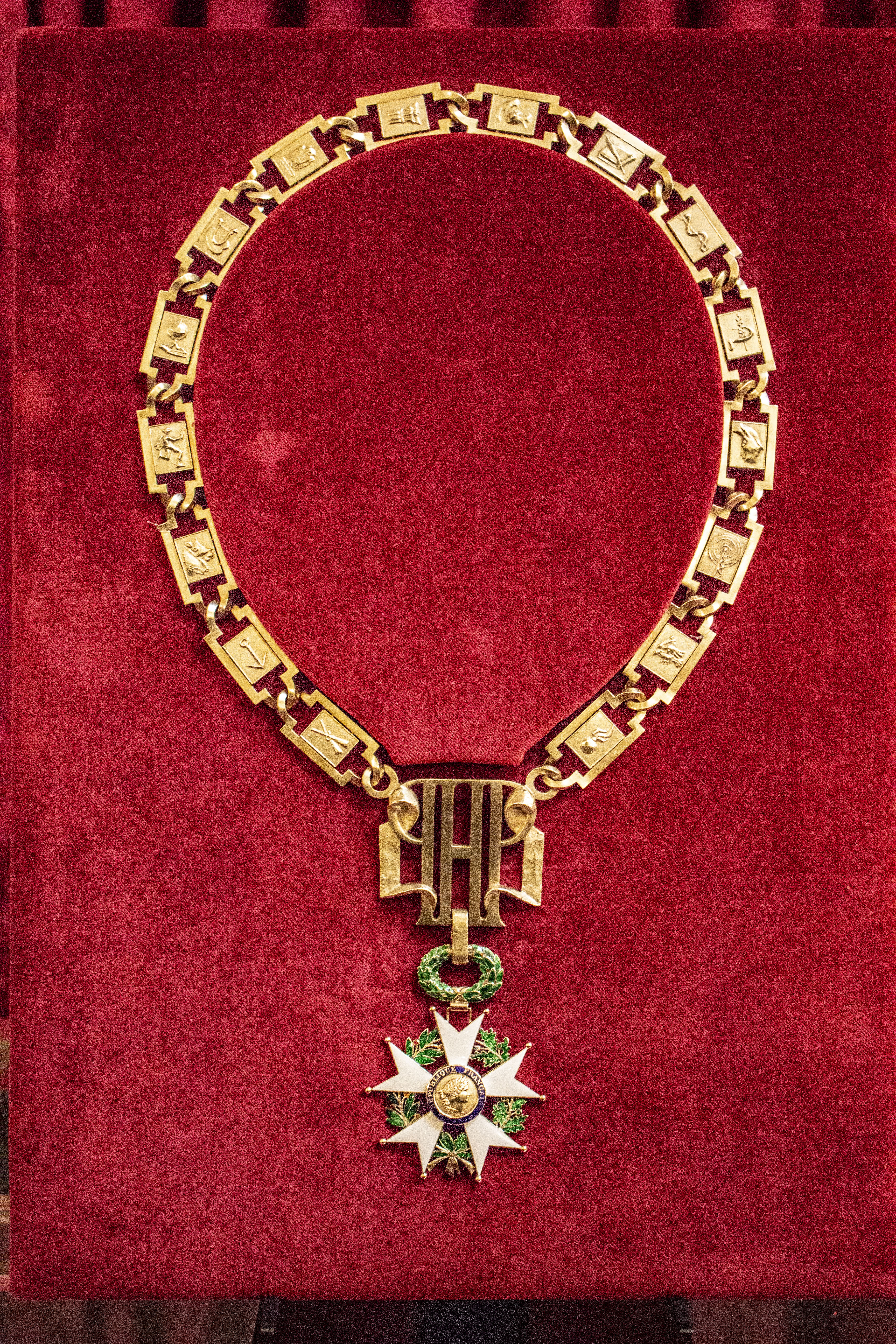
De huidige keten van het Legioen van Eer.

In de in 1960 door Charles de Gaulle uitgeroepen Vijfde Franse Republiek werden de Franse orden ingrijpend hervormd.
De meeste van de inmiddels negentien ministeriële orden werden afgeschaft. Dat lot trof ook de twee nog resterende koloniale orden. In plaats van al deze verschillende onderscheidingen werd in 1960 de Nationale Orde van Verdienste ingesteld die haar kanselier deelt met het Legioen van Eer.
Het Legioen van Eer is als onderscheiding de meest aanzienlijke van de twee nationale orden. Het Erelegioen wordt voor "eminente verdiensten" toegekend terwijl voor de Nationale Orde van Verdienste "belangrijke verdiensten" volstaan.
Het Legioen van Eer wordt, op advies van de regering, toegekend door de president van de republiek, die grootmeester van de orde is. Oud-ministers, prefecten (hoofd van een departement), diplomaten en hoge magistraten worden vrijwel automatisch in het legioen opgenomen. Maar ook kunstenaars, industriëlen, grote sportkampioenen en kerkelijke hoogwaardigheidsbekleders zijn in de orde opgenomen.
Het erelegioen bezit drie kostscholen voor middelbaar onderwijs in de regio van Parijs, alleen toegankelijk voor dochters, kleindochters en achterkleindochters van Franse dragers en dochters en kleindochters van buitenlandse dragers. Opmerkelijk is dat de slagingspercentages vaak op 100% liggen.
De kanselier van het Legioen van Eer is een functionaris die de president van de republiek, vroeger ook de Franse koningen en de twee keizers, bijstaat bij de administratie van het Legioen van Eer, de hoogste Franse ridderorde. Hij is verantwoordelijk voor het "zuiver houden" van de Franse decoraties en houdt met zijn kanselarij ook toezicht op andere bijzondere eretekens zoals de Médaille militaire.
Charles de Gaulle poseerde als president van de Franse Republiek met de grote keten van het Legioen van Eer. Hij droeg dan ook zijn keten als eerste (en enige) grootmeester van de door hem in 1940 als Hoofd van de vrije Franse regering in ballingschap in Londen ingestelde Orde van de Bevrijding.
In 1981 trad generaal Alain de Boissieu liever terug als grootkanselier van het Legioen van Eer dan dat hij de keten van de orde aan de pas gekozen president François Mitterrand overhandigde. Generaal de Boissieu was een schoonzoon van Charles de Gaulle. De aanleiding was dat de socialist Mitterrand zijn oude politieke tegenstander de Gaulle eens voor "dictator" had uitgemaakt. Zijn opvolger generaal André Biard liet geen persoonlijke of politieke bezwaren gelden.
Wie in Frankrijk een ridderorde wil dragen of organiseren heeft al snel met de kanselier te maken. Hij ziet toe op het wettelijk verbod op het dragen van rode knoopsgatversieringen en draagt bestuurders van pseudo-orden als de Orde van Sint-Lazarus op om de naam "Ridderorde" binnen Frankrijk niet te gebruiken.

## Uiterlijk van het Legioen van Eer

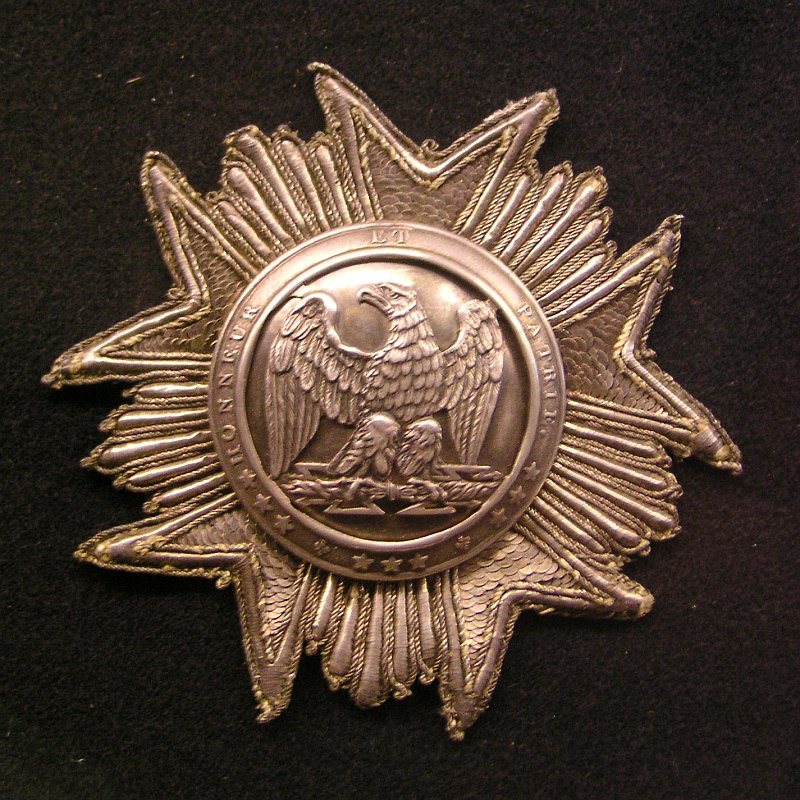
Geborduurde ster met zilveren medaillon van het Legioen van Eer uit het Empire

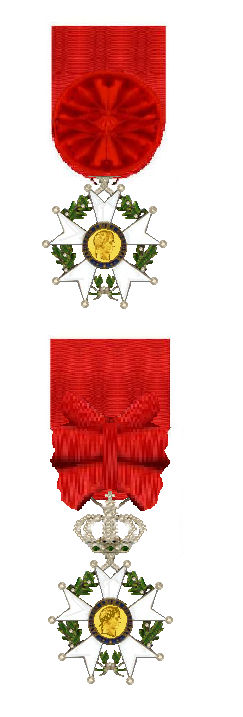
Kruisen uit Consulaat en Keizerrijk

Frankrijk heeft in de eerste 150 jaar sinds de instelling van het Legioen van Eer tien staatsvormen gekend. In de eerste vijftig jaar waren het niet minder dan acht. Het Legioen van Eer volgde de staatsinrichting door het veranderen van de details van de versierselen.
Het ereteken van het legioen is altijd een kleinood met vijf punten gebleven, maar de vorm volgde de Franse staatsinrichting op de voet; onder eerste consul Napoleon Bonaparte was er in eerste instantie geen verhoging. Het medaillon op de voorzijde toonde de stichter, consul Napoleon. Na Napoleons kroning tot keizer der Fransen kreeg het kleinood een beugelkroon. In het centrale medaillon werd Napoleon I nu met een in sommige kruisen groen geëmailleerde lauwerkrans afgebeeld. Onder de teruggekeerde Bourbons van het restauratietijdperk werd de kroon gewijzigd en werd de beeldenaar van Napoleon vervangen door die van Hendrik IV. Deze populaire Franse koning was voor alle Franse partijen aanvaardbaar. De "burgerkoning" Lodewijk Filips voegde na 1830 "tricolores", driekleurige Franse vlaggen, aan de ster van de orde toe. Hendrik IV die ook zijn voorvader was behield zijn plaats tot de val van de monarchie van de Bourbon-Orléans in 1848.
De Tweede Franse republiek liet de kroon als verhoging weg en koos voor het opnieuw afbeelden van de stichter, afgebeeld als consul van Frankrijk. Het tweede keizerrijk herstelde de keizerlijke kroon die door de republiek in 1870 weer werd vervangen door de krans van eikenbladeren en lauweren. In dat jaar werd ook Napoleon I vervangen door Ceres, het zinnebeeld van de Franse Republiek.
Op de blauwe ring op de voorzijde van het kruis stond steeds een tekst in gouden of zilveren letters. Deze tekst werd aan de politieke omstandigheden aangepast.
- Het Consulaat 1804 - 1805.
- Het Eerste Keizerrijk 1804 - 1814 en 1815. Op de ring stond NAPOLEON EMP. DES FRANCAIS en HONNEUR ET PATRIE Er zijn vier typen bekend, soms met bewegelijke onderdelen, soms zijn kroon en kruis vast gesoldeerd. In de periode van de "honderd dagen"na de terugkomst uit Elba stond Op de ring NAPOLEON EMP. DES FRANCAIS en HONNEUR ET PATRIE. Napoleon gebruikte het vierde model uit zijn regering met gesoldeerde kroon.
- De gerestaureerde monarchie 1814 en 1814 - 1830. Op de ring stond HENRI IV ROI DE FRANCE ET DE NAVARRE en HONNEUR ET PATRIE. Er is maar een model, met bewegelijke kroon en kruis, bekend.
- De Julimonarchie 1830 - 1848. Op de ring stond HENRI IV en HONNEUR ET PATRIE.De rest van de ruimte werd door grote lauwerkransen ingevuld.
- De Tweede Franse Republiek 1848 - 1852, Op de ring stond BONAPARTE PREMIER CONSUL 19 MAI 1803 en REPUBLIQUE FRANÇAISE. Er zijn twee typen bekend. Beiden zonder kroon. Bij beide varianten is het motto HONNEUR ET PATRIE onopvallend in gouden letters onder de gekruiste Franse vlaggen op de gouden achterzijde van het medaillon te lezen.
- Het Tweede Franse Keizerrijk 1852 - 1870. Op de ring stond NAPOLEON EMPEREUR DES FRANÇAIS en HONNEUR ET PATRIE.
- De Derde Franse Republiek 1870 - 1945. Het definitieve model draagt op de ring de woorden REPUBLIQUE FRANÇAISE 1870 en HONNEUR ET PATRIE.
- De Vierde Franse Republiek 1945 - 1958. Op de ring staat REPUBLIQUE FRANÇAISE en HONNEUR ET PATRIE.
- De Vijfde Franse Republiek 1958 - . Op de ring staat REPUBLIQUE FRANÇAISE en 23 FLORÉAL AN X.

De keerzijde is dus evenmin gelijk gebleven. De Bourbons kozen voor het afbeelden van de drie lelies in hun wapen.
Omdat sommige Fransen meerdere staatsvormen hebben beleefd werden de versierselen door sommigen aangepast aan de nieuwe tijd. Het centrale medaillon bestaat uit een ondiepe holle buis waarop de twee medaillons (voorzijde en keerzijde) worden gemonteerd. Deze twee geëmailleerde zilveren plaatjes kunnen ook worden gedemonteerd. Anderen lieten nieuwe versierselen maken. Bekende leveranciers zijn Maison Arthus-Bertrand in Saint-Germain-des-Prés (Parijs), het zeer traditionele Maison Bacqueville in de galerij van het Palais Royal (Parijs) en de Franse munt, La Monnaie de Paris aan de Quai de Conti (Parijs).
- De ster was onder Napoleon I van borduursel of van borduursel met zilveren medaillon. Ook massief zilveren sterren komen voor. Op het medaillon is een adelaar afgebeeld die bliksems in de klauwen houdt. Op de niet geëmailleerde ring staat "HONNEUR ET PATRIE".
- Tijdens de restauratie van de Bourbons werden eerst zilveren sterren met vijf lelies in plaats van zilveren stralen in de armen van het kruis voorgeschreven. In het medaillon stonden de drie lelies uit het wapen van de Bourbons onder een koningskroon. Het motto op de ring was HONNEUR ET PATRIE.

Het tweede model ster van de restauratie kreeg een portret van Hendrik IV van Frankrijk in het centrale medaillon. Op de ring bleef het motto HONNEUR ET PATRIE.
- Tijdens de Juli-monarchie werd de ster ingrijpend gewijzigd. Voor het eerste werd rode, witte en blauwe emaille en verguldsel gebruikt voor de details zoals vlaggen en het lint waarmee de vlaggenstokken zijn samengebonden. In het centrale medaillon werd een gouden portret van Hendrik IV op zilveren achtergrond geplaatst. De ring was van goud en droeg als vanouds het motto HONNEUR ET PATRIE. In vier van de armen werden steeds twee driekleurige wapperende vlaggen met gouden wimpels geplaatst. In de onderste ruimte tussen de twee kruisarmen zijn vier vlaggenstokken samengebonden met een rood-wit-blauw lint.
- De ster van de Tweede Republiek is gelijk aan die van de Julimonarchie maar het verguldsel ontbreekt. In de grotere ring staat nu het ongelauwerde zilveren portret van Napoleon I met op de ring de tekst NAPOLEON CONSUL en HONNEUR ET PATRIE.
- Op de zilveren sterren van het Tweede Keizerrijk kijkt de adelaar in het medaillon naar (heraldisch) links. Het is een "laffe adelaar". Het motto op de zilveren ring is HONNEUR ET PATRIE. De sterren kregen het uiterlijk van die van het Eerste Keizerrijk weer terug met stralen tussen de armen. De verschillende juweliers vervaardigen goedkope en kostbare sterren. De stralen van de ster zijn soms gebriljanteerd. Tijdens het Tweede Keizerrijk werden als bijzonder eerbewijs ook diamanten, in dit geval gouden sterren die met witte diamanten werden ingelegd uitgereikt.
- De Derde Republiek veranderde alleen het medaillon van de ster. Daarin staat Ceres in reliëf afgebeeld met op de ring de woorden REPUBLIQUE FRANÇAISE 1870 en het motto HONNEUR ET PATRIE.
- De Vierde Republiek liet het jaartal 1870 weg. De op de ring bleef REPUBLIQUE FRANÇAISE en het motto HONNEUR ET PATRIE.
- De Vijfde Republiek verleent aan Grootkruisen van het Legioen van Eer verguld zilveren sterren met een diameter van 9 centimeter. In het medaillon staat Ceres. Op de ring staan de woorden REPUBLIQUE FRANÇAISE en het motto HONNEUR ET PATRIE. De Grootofficieren ontvangen dezelfde ster in zilver zonder verguldsel.

Het lint is altijd rood geweest. Het uiterlijk van de linten is door de jaren heen wel veranderd. In de 19e eeuw was het gebruikelijk om een strik op het op de borst gedragen lint aan te brengen. Deze strik is in de loop van de eeuw in onbruik geraakt. De rozet van de officieren werd vroeger beneden op het lint bevestigd maar men vindt het rozet nu in het midden. Het grootlint eindigde in de eerste jaren van het Legioen van Eer in een grote en bewerkelijke strik. In de loop van de 19e eeuw werden grote rozetten op de linkerheup steeds populairder. Tegenwoordig worden eenvoudige strikken gedragen.
De eerste ridders droegen hun Legioen van Eer in het openbaar vrijwel altijd. Later werd het gewoonte om alleen een rood lint op het revers te dragen. In de jaren na de val van Napoleon I waren ook kleine broches met miniaturen in de mode.

### Versierselen in de Vijfde Franse Republiek
- Het versiersel van een ridder is van zilver en wordt aan een rood lint op de linkerborst gedragen.
- Het versiersel van een officier is van verguld zilver en wordt aan een rood lint met rozet op de linkerborst gedragen.
- Het versiersel van een commandeur is van verguld zilver en anderhalfmaal zo groot als het officierskruis. Het wordt aan een rood lint om de hals gedragen.
- De grootofficier draagt het officierskruis op de linkerborst en de zilveren ster laag op de rechterborst.
- Een grootkruis draagt zijn grootkruis aan een rood zijden lint van tien vingers breed over de rechterschouder. Het grootkruis hangt aan een strik, in het verleden ook weleens een grote rozet, op de linkerheup.
- De president van de republiek mag de grote keten van het Legioen van Eer dragen. De presidenten Hollande, Sarkozy, Mitterrand en Chirac zagen daarvan af. De keten werd hen bij hun beëdiging in de cassette overhandigd waarop zij deze meteen weer teruggaven aan de kanselier van het Legioen van Eer. De presidenten De Gaulle, Pompidou en Giscard d'Estaing hebben met de keten geposeerd. De President van de Republiek draagt ambtshalve ook het Grootkruis en de gouden ster.

De tienpuntige ster werd in de eerste jaren van de orde geborduurd met zilverdraad en pailletten. De geborduurde sterren werden op de uniformen en geklede jassen genaaid.Later werden geborduurde sterren met een zilveren medaillon gedragen. In het midden van de 19e eeuw werden de geborduurde sterren vervangen door massief zilveren exemplaren met beugels aan de achterzijde. In de Vijfde Republiek werd voor de Grootkruisen een "gouden", dat wil zeggen verguld zilveren, ster voorgeschreven.
De op de linkerschouder gedragen ster van de grootofficieren, gemeenzaam de "crachat" genoemd is altijd van zilver geweest. Pas in de Vijfde Franse Republiek ging men over op verguld zilveren sterren voor de grootkruisen.
Tijdens het prachtlievende Eerste Keizerrijk (1805-1815) droegen de Grandes Aigles van de orde een grote geborduurde ster of chaton op hun mantel.

## Nederlanders onder het Keizerrijk
Personen uit de Noordelijke of Zuidelijke Nederlanden met de Franse nationaliteit die tijdens het Eerste Franse Keizerrijk lid werden van het Legioen van Eer:
| Naam                                           | Functie                                                       | Rang onderscheiding |
| ---------------------------------------------- | ------------------------------------------------------------- | ------------------- |
| Lieven Bauwens                                 | ondernemer                                                    | kruis               |
| David Hendrik Chassé                           | militair                                                      | officier            |
| Nicolas Joseph Daine                           | militair                                                      | ridder              |
| Bernardus Johannes Cornelis Dibbets            | militair                                                      | ridder              |
| Sébastien Trudo Adrien Hubar                   | generaal                                                      | ridder              |
| Arthur Kool                                    | luitenant-generaal                                            | officier            |
| Willem Bartholomé Eduard Paravicini di Capelli | generaal-majoor                                               | ridder              |
| François Vincent Henri Antoine de Stuers       | luitenant-generaal                                            | commandeur          |
| Hubert Joseph Jean Lambert de Stuers           | luitenant-generaal                                            | officier            |
| Andries Jan Jacob des Tombe                    | luitenant-generaal                                            | ridder              |
| Edouard du Val de Beaulieu                     | militair                                                      | officier            |
| Jan Willem de Winter                           | brigadegeneraal in het Franse leger; begraven in het Panthéon | grootkruis          |
| Herman Willem Daendels                         | generaal                                                      | officier            |

## Niet-Fransen
De onderscheiding kan ook aan niet-Fransen worden uitgereikt. Zo kreeg op 19 februari 1999 een aantal Amerikaanse oud-strijders uit de Eerste Wereldoorlog, die in Frankrijk hadden gevochten, de onderscheiding. Piloot Eugene Bullard had in 1959 reeds individueel de onderscheiding ontvangen. Alle geallieerde veteranen van deze oorlog zijn in 2004 in de Orde opgenomen.
Op 24 augustus 2015 werden de militairen Spencer Stone, Alek Skarlatos en student Anthony Sadler, allen uit de VS en de Britse zakenman Chris Norman tot ridder in het legioen onderscheiden vanwege hun heldhaftig optreden bij het overmeesteren van Ayoub el-Khazzani, een zwaarbewapende man in de Thalys van Amsterdam naar Parijs, waarbij een bloedbad werd voorkomen.
De Duitse politici Gerhard Schröder en Edmund Stoiber zijn grootkruis resp. commandeur in de orde, evenals Amerikaans komiek Jerry Lewis. Ook de omstreden Deense kunstenares Gerda Wegener (1885-1940) werd onderscheiden.

### Belgen
Onderstaande tabel laat een opsomming zien van Belgen die een onderscheiding ontvingen.
| Naam                                        | Functie                                                                       | Rang onderscheiding |
| ------------------------------------------- | ----------------------------------------------------------------------------- | ------------------- |
| Albert I van België                         | koning                                                                        | grootkruis          |
| Alfred Belpaire                             | ingenieur, uitvinder                                                          | grootofficier       |
| Edouard Blondeel                            | militair                                                                      | officier            |
| Paul Buysse                                 | zakenman                                                                      | officier            |
| Benoît Cardon de Lichtbuer                  | secretaris van koningin Fabiola 1979/1989                                     | officier            |
| Zuster Emmanuelle (Marie-Madeleine Cinquin) | geestelijke                                                                   | commandeur          |
| Frédégand Cogels                            | politicus                                                                     | commandeur          |
| André Cottenie                              | hoogleraar                                                                    | officier            |
| Jean Dauphin                                | onderwijzer                                                                   |                     |
| Philippe Dautzenberg                        | academicus                                                                    | ridder              |
| Monique de Bissy                            | verzetslid                                                                    |                     |
| Stefaan De Clerck                           | minister en burgemeester                                                      | officier            |
| Herman De Croo                              | politicus                                                                     | ridder              |
| Honoré Drubbel                              | Lieutenant-generaal WOI                                                       | commandeur          |
| Carol Duval-Leroy                           | ondernemer                                                                    | ridder              |
| Leo Van Puyvelde                            | kunsthistoricus, hoogleraar en museumdirecteur, lid van Monuments' Men        | officier            |
| Léonce du Castillon                         | politicus, uitgever, redacteur, journalist, librettist, dramaticus en dichter | officier            |
| François-Xavier de Donnea                   | politicus                                                                     | grootkruis          |
| Eugène de Ligne                             | ambassadeur; eerst Belgisch ontvanger                                         | grootkruis          |
| Axelle Red (Fabienne Demal)                 | zangeres                                                                      | ridder              |
| Paul Delvaux                                | Kunstschilder                                                                 | ridder              |
| Léopold de Wael                             | politicus                                                                     | commandeur          |
| Lya Dobbelaere                              | president van departementale vereniging van gedeporteerden en geïnterneerden  |                     |
| Jules Duesberg                              | academicus                                                                    | officier            |
| Hélène Dutrieu                              | militair                                                                      | ridder              |
| Auguste Ferrant                             | politicus                                                                     | ridder              |
| Catherine Ferrant                           | journaliste, gewezen voorzitter Total Foundation                              | ridder              |
| Jean-Michel Folon                           | kunstenaar                                                                    |                     |
| Albert Frère                                | zakenman                                                                      | grootkruis          |
| Louis-Prosper Gachard                       | algemeen rijksarchivaris                                                      | ridder              |
| Walter Ganshof van der Meersch              | politicus                                                                     | commandeur          |
| Willem Geefs                                | politicus                                                                     | ridder              |
| Derrick Gosselin                            | hoogleraar, honorair consul van Frankrijk                                     | officier            |
| Philippe Herreweghe                         | dirigent                                                                      | ridder              |
| Adrien-Joseph Heymans                       | schilder                                                                      | ridder              |
| Georges Holvoet                             | politicus                                                                     |                     |
| Paul Hymans                                 | politicus                                                                     |                     |
| Charles-Emmanuel Janssen                    | politicus                                                                     |                     |
| Jef Lambeaux                                | kunstenaar                                                                    |                     |
| Leopold I van Saksen-Coburg en Gotha        | koning                                                                        |                     |
| Maurice Lippens                             | ondernemer                                                                    | ridder              |
| Wilfried Martens                            | politicus                                                                     | grootofficier       |
| Désiré-Joseph Mercier                       | geestelijke                                                                   |                     |
| Eddy Merckx                                 | sportman                                                                      | commandeur          |
| Guy Mertens                                 | militair                                                                      | commandeur          |
| Gerard Mortier                              | opera-intendant                                                               | ridder              |
| Annemie Neyts                               | politica                                                                      | ridder              |
| Christine Ockrent                           | journaliste                                                                   | officier            |
| Gabrielle Petit                             | verzetslid                                                                    |                     |
| Prosper Poullet                             | politicus                                                                     |                     |
| Didier Reynders                             | politicus                                                                     | officier            |
| Gilles Samyn                                | ondernemer                                                                    | ridder              |
| Jean-Pierre Sellier                         | ondernemer                                                                    |                     |
| Paul-Henri Spaak                            | politicus                                                                     |                     |
| Jan Stobbaerts                              | kunstenaar                                                                    |                     |
| Freddy Thielemans                           | burgemeester                                                                  | officier            |
| Arnold t'Kint de Roodenbeke                 | politicus                                                                     | commandeur          |
| Christine Van Broeckhoven                   | hoogleraar en politica                                                        | ridder              |
| Annie van de Wiele                          | schrijfster                                                                   |                     |
| André van Hasselt                           | dichter                                                                       | ridder              |
| Paul Van Thielen                            | politiefunctionaris                                                           | ridder              |
| Jan Verhas                                  | kunstschilder                                                                 | ridder              |
| Joseph Wauters                              | politicus                                                                     | officier            |
| Alain Winants                               | hoofd Belgische staatsveiligheid                                              | ridder              |
| Pierre Wynants                              | kok                                                                           | ridder              |
| Frédéric Van Leeuw                          | federaal procureur                                                            | officier            |

### Nederlanders
Onderstaande tabel laat een opsomming zien van Nederlanders die een onderscheiding ontvingen.
| Naam                                        | Functie                                                                 | Rang onderscheiding |
| ------------------------------------------- | ----------------------------------------------------------------------- | ------------------- |
| Arnold Jan d'Ailly                          | burgemeester                                                            | commandeur          |
| Nebahat Albayrak                            | politica en staatssecretaris                                            | ridder              |
| Hedy d'Ancona                               | politica en feministe                                                   | ridder              |
| Khadija Arib                                | Tweede Kamervoorzitter                                                  | ridder              |
| Peter Beaujean                              | hoofd interne dienst van de Koningin                                    | ridder              |
| Dick Berlijn                                | generaal                                                                | commandeur          |
| Bernhard van Lippe-Biesterfeld              | prins der Nederlanden                                                   | grootkruis          |
| Clemens von Bönninghausen                   | arts                                                                    | ridder              |
| Louis Christiaan van den Brandeler          | generaal-majoor                                                         | officier            |
| Jan van den Brink                           | bankier en politicus                                                    | grootkruis          |
| Geert Corstens                              | rechter                                                                 | ridder              |
| Michiel C. Dulfer                           | Kolonel der Huzaren                                                     | ridder              |
| Mozes Isaac Duparc                          | ambtenaar                                                               | commandeur          |
| Wim van Eekelen                             | politicus                                                               | grootofficier       |
| Ton Elias                                   | politicus                                                               | ridder              |
| Arnold Nicolaas Jacobus Fabius              | generaal-majoor                                                         | commandeur          |
| August Falise                               | beeldhouwer                                                             | ridder              |
| Pieter Forbes Wels                          | kolonel                                                                 | officier            |
| Adrianus Franciscus Goudriaan               | inspecteur-generaal van Waterstaat                                      | ridder              |
| Peter Graaff                                | generaal                                                                | officier            |
| Pim Haak                                    | president van de Hoge Raad der Nederlanden                              | officier            |
| Hella Haasse                                | schrijfster                                                             | officier            |
| Peter Hartman                               | bedrijfsleven                                                           | commandeur          |
| Gerard 't Hooft                             | Nobelprijswinnaar natuurkunde                                           | officier            |
| Jan Janssen                                 | wielrenner                                                              | ridder              |
| Adrianus Cornelis de Jonge                  | luitenant-generaal der grenadiers                                       | officier            |
| Mart de Kruif                               | luitenant-generaal                                                      | officier            |
| Marcus Mozes Lam jr.                        | commissionair in diamanten, edelstenen en parels                        | officier            |
| René van der Linden                         | politicus                                                               | commandeur          |
| Liesbeth List                               | zangeres en actrice                                                     | ridder              |
| Joseph Luns                                 | politicus en diplomaat                                                  | grootkruis          |
| Albertus Lycklama à Nijeholt                | generaal-majoor in het Franse leger                                     | ridder              |
| Salomon Abraham Levy Maduro                 | bankier                                                                 | ridder              |
| Marit Maij                                  | politica                                                                | ridder              |
| Geert Mak                                   | historicus                                                              | ridder              |
| Adriaan Frans Meijer                        | luitenant-generaal                                                      | ridder              |
| Rudolf Mengelberg                           | componist, musicoloog en directeur van het Concertgebouw                | ridder              |
| Willem Mengelberg                           | dirigent                                                                | commandeur          |
| Hans van Mierlo                             | politicus                                                               | commandeur          |
| Kees Mok                                    | hoogleraar taalkunde                                                    | ridder              |
| Helma Neppérus                              | roeier, sportbestuurder, ambtenaar en politica                          | ridder              |
| Simon Olivier                               | hoogleraar technische wetenschappen                                     | ridder              |
| Pieter Oud                                  | burgemeester                                                            | commandeur          |
| Arthur Isodorius Marie Celestinus de Posson | generaal-majoor titulair                                                | ridder              |
| Louis Raemaekers                            | politiek tekenaar                                                       | ridder, officier    |
| Petrus Laurentius Regout                    | industrieel                                                             | ridder              |
| Anton Schaars                               | priester, verzetsstrijder                                               | ridder              |
| Willem Schenck                              | generaal-majoor                                                         | ridder              |
| Willem Albert Scholten                      | industrieel                                                             | ridder              |
| Jan Frederik Schönfeld                      | waterbouwkundige                                                        | ridder              |
| Cornelia Serrurier                          | schrijver en hoogleraar Franse letteren aan de Universiteit Leiden      | ridder              |
| Feyo Onno Joost Sickinghe                   | industrieel                                                             | officier            |
| Jan Marginus Somer                          | kolonel der infanterie KNIL b.d.                                        | officier            |
| Gerard van Spaendonck                       | bloemenschilder, directeur en mede-oprichter van het Institut de France | ridder              |
| Jan Willem Termijtelen                      | vice-admiraal                                                           | officier            |
| Johan August van Thiel                      | procureur-generaal                                                      | officier            |
| Johannes Tielrooy                           | hoogleraar Frans                                                        | ridder              |
| Joannes Pieter van Tienhoven                | bankier                                                                 | officier            |
| Willy Thomassen                             | juriste                                                                 | ridder              |
| Peter van Uhm                               | generaal                                                                | officier            |
| Wilhelm Johannes Gerrit Umbgrove            | vice-admiraal                                                           | commandeur          |
| Rob Verkerk                                 | luitenant-generaal der mariniers                                        | officier            |
| Ben Verwaayen                               | directeur Alcatel-Lucent                                                | ridder              |
| Victor van Vriesland                        | dichter, vertaler, voorzitter Internationale PEN-club                   | ridder              |
| Henk Wesseling                              | emeritus hoogleraar Algemene geschiedenis aan de Universiteit Leiden    | commandeur          |
| Max Wolff                                   | militair Prinses Irene Brigade                                          | ridder              |
| Jan Wolter Wabeke                           | jurist                                                                  | ridder              |
| Joop Zoetemelk                              | wielrenner                                                              | ridder              |
| Mark Rutte                                  | minister-president                                                      | groot officier      |